# Испанская империя
Испа́нская импе́рия (исп. Imperio Español) — совокупность территорий и колоний, которые находились под прямым управлением Испании в Европе, Америке, Африке, Азии и Океании. Испанская империя на вершине своего могущества была одной из крупнейших империй в мировой истории. Её создание связано с началом эпохи Великих географических открытий, в ходе которых она стала одной из первых колониальных империй. Испанская империя существовала с XV столетия до (в случае с африканскими владениями) конца XX века. Испанские территории объединились в конце 1480-х годов с унией Католических королей: короля Арагона и королевы Кастильской. Несмотря на то, что монархи продолжили править каждый своими землями, их внешняя политика была общей. В 1492 году они захватили Гранаду и завершили Реконкисту на Иберийском полуострове против мавров. Вхождение Гранады, то есть территории бывшего Гранадского эмирата, в состав Кастильской короны завершило объединение испанских земель, несмотря на то, что Испания по-прежнему была разделена на два королевства. В том же самом году Христофор Колумб осуществил первую испанскую исследовательскую экспедицию на запад через Атлантический океан, открыв для европейцев Новый Свет и создав там первые заморские колонии Испании. С этого момента Западное полушарие стало главной целью испанских исследований и колонизации.
В XVI веке испанцы создавали поселения на островах Карибского моря, а конкистадоры уничтожили такие государственные образования, как империи ацтеков и инков на материке, соответственно, Северной и Южной Америки, воспользовавшись противоречиями между местными народами и применив более высокие военные технологии. Последующие экспедиции расширили границы империи от современной Канады до южной оконечности Южной Америки, включая Фолклендские, или Мальвинские острова. Первое кругосветное путешествие, начатое Фернаном Магелланом в 1519 году и завершённое Хуаном Себастьяном Элькано в 1522, имело своей целью достичь того, что не удалось Колумбу, а именно западного пути в Азию, и в результате включило в сферу влияния Испании Дальний Восток. Были созданы колонии на Гуаме, на Филиппинах и близлежащих островах. Во время своего Siglo de Oro в Испанскую империю входили Нидерланды, Люксембург, Бельгия, значительная часть Италии, земли в Германии и Франции, колонии в Африке, Азии и Океании, а также большие территории в Северной и Южной Америке. В XVII веке Испания контролировала империю такого масштаба, а её части были так далеко удалены друг от друга, чего не удавалось добиться никому ранее.
В конце XVI — начале XVII веков предпринимались экспедиции на поиски Terra Australis, в ходе которых был открыт ряд архипелагов и островов в южной части Тихого океана, в том числе острова Питкэрн, Маркизские острова, Тувалу, Вануату, Соломоновы острова и Новую Гвинею, которые были объявлены собственностью Испанской короны, но не были ею успешно колонизированы. Многие из европейских владений Испании были утрачены после войны за испанское наследство в 1713 году, но Испания сохранила свои заморские территории. В 1741 году важная победа над Великобританией у Картахены (современная Колумбия) продлила испанскую гегемонию в Америке до XIX века. В конце XVIII столетия испанские экспедиции в северо-западной части Тихого океана достигали побережий Канады и Аляски, основав поселение на острове Ванкувер и открыв несколько архипелагов и ледников.
Французская оккупация Испании войсками Наполеона Бонапарта в 1808 году привела к тому, что колонии Испании стали отрезаны от метрополии, а начавшееся впоследствии движение за независимость в 1810—1825 годах привело к созданию ряда новых независимых испано-американских республик в Южной и Центральной Америке. Остатки испанской четырёхсотлетней империи, в том числе Куба, Пуэрто-Рико и Испанская Ост-Индия, продолжали оставаться под испанским контролем до конца XIX столетия, когда большая часть этих территорий была аннексирована США после испано-американской войны. Оставшиеся тихоокеанские острова были проданы Германии в 1899 году.
В начале XX века Испания продолжала ещё удерживать только территории в Африке: Испанскую Гвинею, Испанскую Сахару и Испанское Марокко. Испания покинула Марокко в 1956 году и предоставила независимость Экваториальной Гвинее в 1968. Когда Испания оставляла Испанскую Сахару в 1976 году, эта колония сразу была аннексирована Марокко и Мавританией, а затем в 1980 году — полностью Марокко, хотя технически по решению ООН эта территория остаётся под контролем испанской администрации. На сегодняшний день у Испании остались только Канарские острова и два анклава на североафриканском побережье, Сеута и Мелилья, административно являющиеся частями Испании.

## Использование определения
Земли Иберийского полуострова получили название Hispania во времена Древнего Рима и были впоследствии разделены на четыре королевства: Кастилию, Арагон, Наварру и Португалию. Династическая уния между Кастильской (в которую к тому времени входила Наварра) и Арагонской коронами, во времена Католических королей дала начало политической системе, которая просуществовала до начала XVIII столетия, называемой Испанской монархией или империей: короли Испании правили своими владениями в унитарной форме над всеми своими территориями через систему местных органов власти, однако сила влияния их королевской власти различалась в разных частях империи, и при этом каждое владение имело собственную местную администрацию и собственные законы. Единство государства не означало его однообразия. Такая форма политического устройства политическим положением, независимо от названия полученное «династической унией» в 1580—1640 годах, является причиной споров учёных о том, управлялась ли Португальская империя её собственным административным аппаратом и сама владела своими территориями, либо как другие королевства и другие владения управлялась Испанскими Габсбургами. Несмотря на это, одни историки время от времени считают Португалию королевством, бывшим частью Испанской монархии; а другие проводят чёткое разграничение между Португальской империей и Испанской империей.
Испанская империя включала испанские заморские колонии в Америке, Азии, Океании и Африке, при этом у историков существуют различные мнения относительно того, какие европейские территории нужно относить к владениям империи. Например, Габсбургские Нидерланды обычно считают частью владений короля Испании, управляемой испанскими наместниками и защищаемой испанскими войсками. Тем не менее, такие авторы, как британский историк Генри Кеймен считают, что эти территории не были полностью интегрированы в испанское государство и были самостоятельными частями владений Габсбургов. Некоторые историки используют термины «Габсбургская империя» и «Испанская империя» попеременно, когда ссылаются на династическое наследование Карла I или Филиппа II.

## Начало империи (1402—1521)

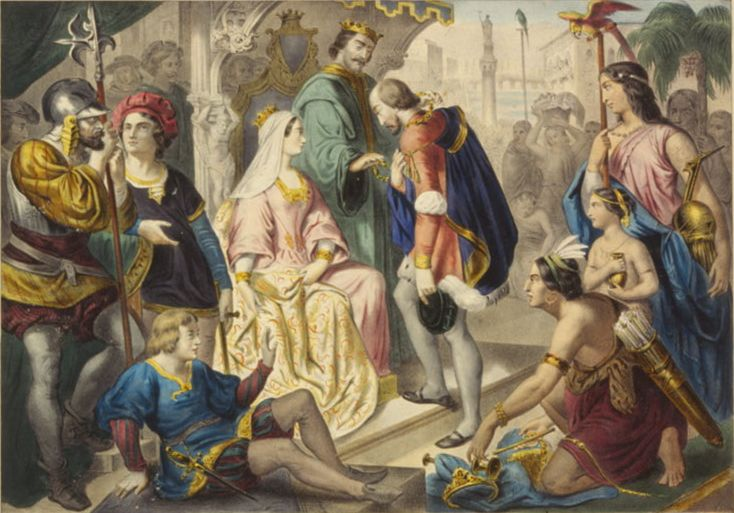
Христофор Колумб и Католические короли (Возвращение Колумба в Испанию)

Энрике III Кастильский (1390—1406) начал колонизацию Канарских островов, заключив феодальное соглашение (1402) с нормандским дворянином Жаном де Бетанкуром. Завоевание Канарских островов, населённых гуанчами, завершилось победой кастильских войск в длительной и кровавой войне и захватом островов Гран-Канария (1478—1483), Ла Пальма (1492—1493) и Тенерифе (1494—1496).
Брак (1469) Reyes Católicos Фердинанда II Арагонского и Изабеллы I Кастильской привёл к союзу корон, каждая из которых имела свой аппарат управления. По мнению Генри Кеймена только после нескольких столетий унии эти отдельные королевства стали полностью объединённым государством.
В 1492 году Испания завоевала последнее мусульманское государство на полуострове — Гранадский эмират. В ходе своего Первого плавания (1492), Колумб обнаружил неизвестный до этого европейцам континент, и начал его колонизацию. Кастилия включилась в эпоху Великих географических открытий, и Ост-Индия попала в сферу её влияния.
Испанские притязания на эти земли были подтверждены папской буллой Inter caetera (1493) и закреплены Тордесильясским договором (1494), по которому папа поделил мир на две полусферы между Испанией и Португалией. Таким образом Испания приобрела эксклюзивные «права» на захват колоний во всём Новом Свете от Аляски до мыса Горн (кроме Бразилии), а также самых восточных районов Азии. Испанская империя возникла в результате быстрой колониальной экспансии в Новом Свете, и завоевания колониальных владений в Африке: Кастилия захватила Мелилью (1497), Мерс-эль-Кебир (1505) и соседний Оран (1509). Испанская экспансия и колонизация значительно влияла на экономику страны, повышала национальный престиж и способствовала распространению католичества в Новом Свете.
Испанские короли проводили политику, враждебную Франции. Их дети вступили в браки с королевскими семьями Португалии, Англии, а также с Габсбургами. Испания поддержала арагонский дом в Неаполе против короля Франции Карла VIII и вступила в войну (с 1494) против Франции и Венецианской республики за контроль над Италией. Итальянские войны заняли центральное место во внешней политике короля Фердинанда. С этого времени испанская армия претендовала на превосходство на европейских полях сражений вплоть до XVII столетия.

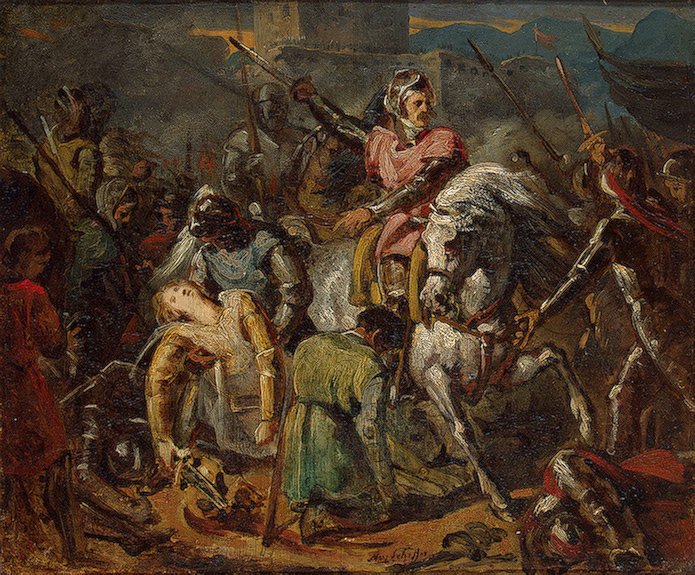
Смерть французского генерала Гастона де Фуа в битве при Равенне (1512).

После смерти королевы Изабеллы Фердинанд, став единственным монархом (1502—1516), стал проводить ещё более агрессивную политику. Он выступил на стороне Франции против Венеции в битве при Аньяделло (1509). Годом позже Фердинанд вступил в Священную лигу против Франции, претендуя на Неаполитанское королевство, с которым у него имелись династические связи, и на Королевство Наварру через женитьбу на Жермен де Фуа. Эта война была не столь успешна. В 1516 году Франция согласилась на перемирие. Милан перешёл под контроль Франции, а Франция признала власть Испании в Северной Наварре.
После колонизации Эспаньолы в начале XVI века испанцы стали искать новые места для экспансии. Эспаньола не слишком преуспевала, и её новые жители готовы были попытать счастья в новых местах. Отсюда Понсе де Леон отправился на завоевание Пуэрто-Рико, а Диего Веласкес направился на Кубу. Первая колония на американском материке, Санта-Мария-ла-Антигуа дель Дарьен в Панаме, была основана Васко Нуньесом де Бальбоа (1512). В 1513 Бальбоа пересёк Панамский перешеек и стал первым европейцем, достигшим Тихого океана по суше. Бальбоа объявил Тихий океан и все открытые земли собственностью Испанской короны.
А тем временем берберские пираты из Северной Африки постоянно нападали на прибрежные города и деревни Испании, Италии и островов Средиземного моря. Вследствие этого большие участки побережий Испании и Италии почти полностью обезлюдели. Турецкий пират Хайр-ад-Дин Барбаросса, правивший Алжиром, наводил ужас на прибрежные страны. Согласно данным историка Роберта Дэвиса, от 1 до 1.25 миллиона европейцев попали в плен к североафриканским пиратам и были проданы в рабство арабскими работорговцами в Северной Африке и Османской империи в XVI—XIX веках.

## История

Герб Испанской империи

В правление короля Карла V Габсбурга (1516—1556), который одновременно был избран императором Священной Римской империи Испания стала самым могущественным государством Европы, опорой католической церкви в борьбе с начавшейся Реформацией. В этот период Испанию стали называть «государством, над которым никогда не заходит солнце». Владения Карла были разделены между двумя ветвями Габсбургов и более никогда в одних руках не объединялись. Австрийские земли и пост германского императора отошли к брату Карла — Фердинанду I, Испанию, Италию и Нидерланды унаследовал сын Карла — Филипп II. При нём к Испании была присоединена Португалия со своими собственными обширными заморскими владениями.
Поражение испанского флота («Непобедимой армады») в 1588 году, компромиссный мир с Англией в 1604 году, потеря нидерландских провинций в 1609 году и Португалии в 1640 году ознаменовали конец влияния в Европе. Приток золота из заморских колоний не способствовал развитию местного сельскохозяйственного и ремесленного производства. В правление Филиппа IV, которого внутри Испании называли «королём планеты» (Rey Planeta), началась эпоха упадка страны.
В начале XVIII века борьба европейских династий за испанский престол привела к войне за испанское наследство, на смену Габсбургам пришли Бурбоны. В XIX веке в стране произошло пять революций: в 1808—1814, 1820—1823, 1834—1843, 1854—1856 и 1868—1874 годах. Борьба шла не столько между монархистами и либералами, сколько между сторонниками модернизации и традиционалистами. После всех революций утвердилась конституционная монархия.
В 1812—1826 годах добилась независимости большая часть испанских колоний в Латинской Америке, к началу XX века оставшиеся, в основном, перешли к США. Окончательная ликвидация империи произошла в середине 1976.

## Испанские Габсбурги и «Золотой век Испании» (1516—1643)

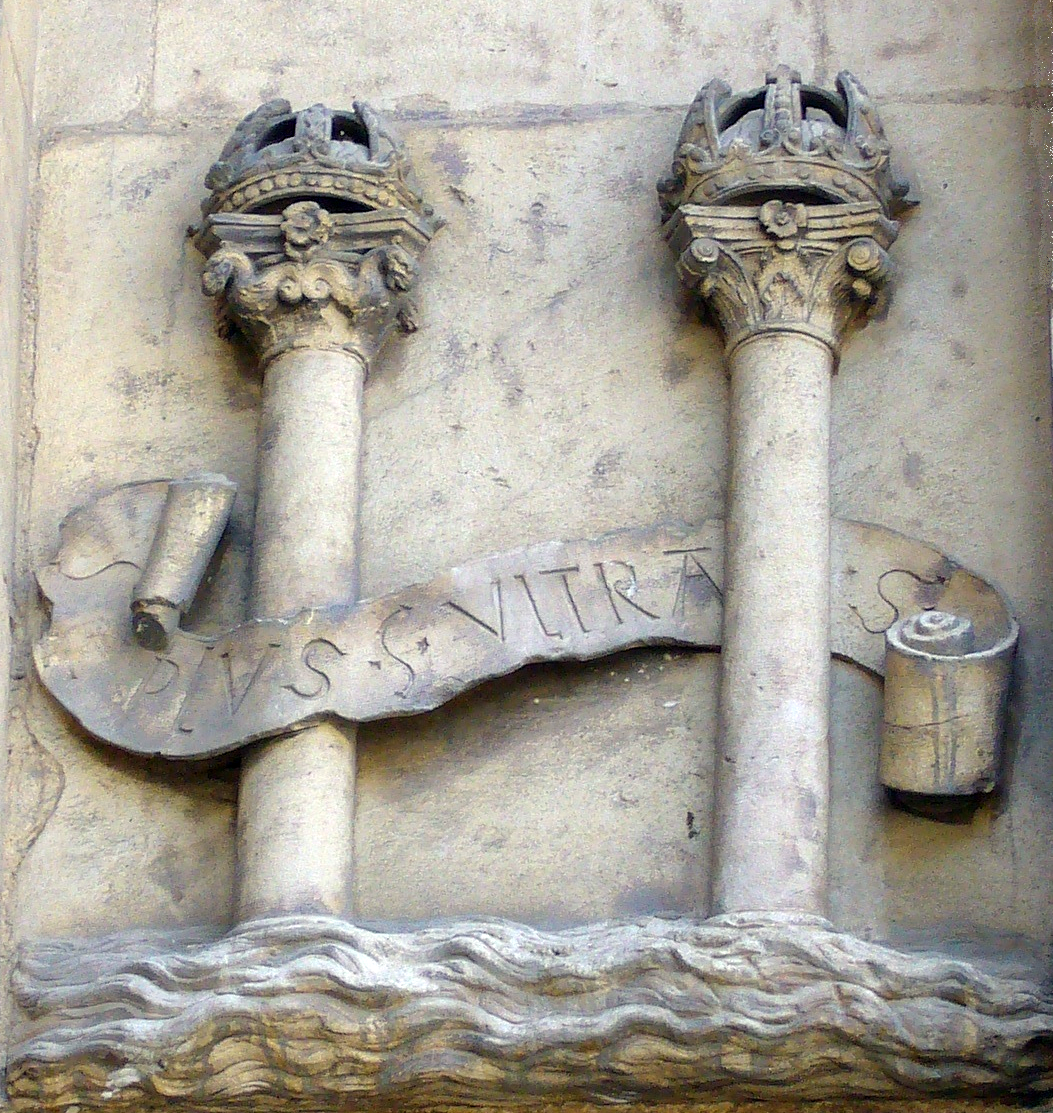
Геркулесовы столбы и девиз «Plus Ultra» как символ императора Карла V в городском совете Севильи (XVI век).

Геркулесовы столбы и девиз «Plus Ultra» на гербе Испании.

XVI и XVII века иногда называют «Золотым веком Испании» (исп. Siglo de Oro). В результате политического брака Католических королей (исп. Reyes Católicos) их габсбургский внук Карл унаследовал кастильские владения в Америке и владения Арагонской короны в Средиземноморье (включая значительную часть современной Италии). С другой стороны, от Габсбургов, он унаследовал корону Священной Римской империи, а также Нидерланды, Франш-Конте и Австрию (последняя, вместе с остальными доменами Габсбургов, была почти сразу передана Фердинанду, брату императора). После подавления в Кастилии восстания комунерос Карл стал самым могущественным монархом Европы, он правил самой большой империей Европы, которая была непревзойдённой вплоть до эпохи Наполеона. В то время часто говорили, что Испания является империей, над которой никогда не заходит солнце. Эта протяжённая империя в период Золотого века управлялась не из сухопутного Вальядолида, а из Севильи.
Изначально заморские владения Кастильской империи приносили одни убытки и разочарования. Они оказали некоторое положительное влияние на торговлю и промышленность, однако возможности этой торговли были весьма ограничены. В 1520-х годах серебро начали добывать на богатых месторождениях Гуанахуато, но только с началом добычи в Потоси и Сакатекасе в 1546 году серебро стало настоящим источником богатства, обросшим легендами. На протяжении XVI века Испания получила эквивалент 1,5 миллиардов долларов США (в ценах 1990 года) золотом и серебром, полученным из Новой Испании. В конечном счёте импорт драгоценных металлов превысил объёмы производства и привёл к инфляции в Испании в последние десятилетия XVI века: «Я узнал здесь поговорку», писал французский путешественник в 1603 году: «всё в Испании дорого, кроме серебра». Также ситуация была усугублена изгнанием евреев (1492) и морисков (1609), представители которых играли важную роль в торговле и ремесленном производстве. В итоге импорт серебра привёл к чрезвычайной зависимости Испании от импорта сырья и промышленных товаров из-за рубежа.
Состоятельные граждане предпочитали инвестировать свой капитал в государственные обязательства (juros), которые погашались за счёт импорта серебра, вместо того, чтобы инвестировать развитие производства и сельского хозяйства. Это соответствовало средневековым аристократическим представлениям, по которым ручной труд считался непочётным, в то время как в других странах западной Европы популярность этих представлений пошла на убыль. Оборот поступающего из Нового Света серебра и золота способствовал экономической и социальной революции в Нидерландах, Франции, Англии и других регионах Европы, а с другой стороны, препятствовал им в Испании. Проблемы, вызванные инфляцией, обсуждались учёными Саламанкской школы и арбитризма, но не оказали влияния на правительство Габсбургов. Габсбурги тратили кастильские и американские богатства на ведение войн по всей Европе (с Францией, с Османской империей, позже с бунтовщиками Нидерландов и с Англией) для защиты своих династических интересов, регулярно не выполняя обязательств по кредитам и несколько раз (1557, 1575 и 1596) объявляя о банкротстве королевской казны.
Напряжённость между интересами бывшего сначала чужим в Испании фламандца Карла V и интересами кастильского народа вылились в восстание, известное как Восстание комунерос (1520-22).
Габсбурги стремились к достижению следующих политических целей:
- Доступ к ресурсам Нового Света (золото, серебро, сахар) и азиатским товарам (фарфор, пряности, шёлк)
- Подрыв могущества Франции и сдерживание её в восточных границах.
- Поддержание гегемонии католических правителей дома Габсбургов в Германии, противостояние Реформации. Карл предпринял попытку подавить Реформацию Вормсским эдиктом, однако Мартин Лютер отказался отрекаться от своей «ереси». Тем не менее, благочестие Карла не смогло остановить его восставших солдат от разорения Святого Престола во время разграбления Рима.
- Защита Европы от мусульман, в особенности от Османской империи.
- Распространение религии среди язычников Нового Света. В то время как в Европе бушевал конфликт между католиками и протестантами, Новый Свет стал идеальным местом для обращения местных жителей в католицизм.

### Испанская интервенция в Европе

#### Борьба Карла V за Италию
С восхождением на трон Карла I в 1516 году и его избранием императором Священной Римской империи в 1519, Франциск I, который оказался со всех сторон окружён территориями Габсбургов, вторгся в испанские владения в Италии в 1521 году, и начал второй этап франко-испанского конфликта. Война завершилась катастрофой для Франции, которая потерпела поражения при Бикокке (1522), Павии (1525, где Франциск попал в плен) и Ландриано (1529), после чего Франциск вернул Милан Испании.

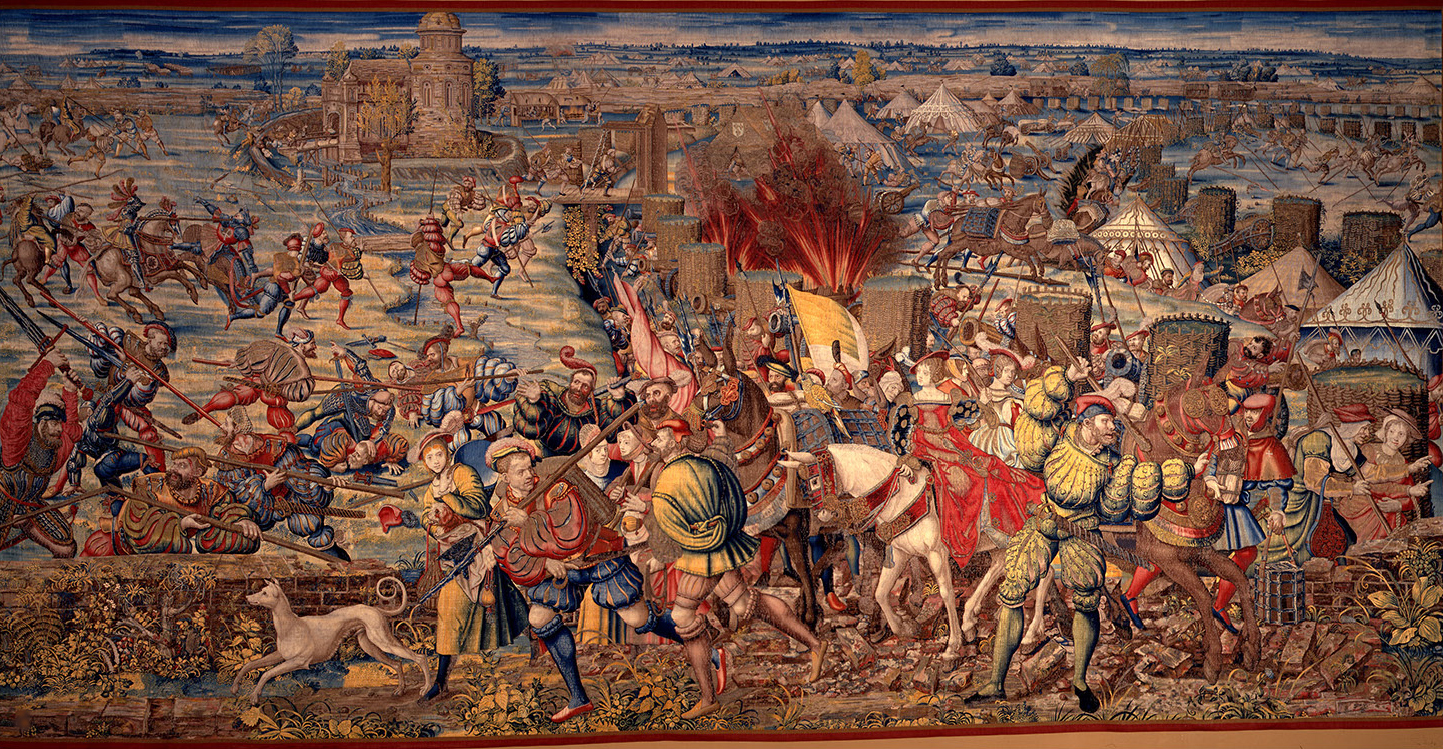
Битва при Павии (1525)

Победа Карла при Павии (1525) стала неожиданностью для многих в Италии и Германии и вызвала озабоченность в том, чтобы Карл может получить ещё большую власть, чем он имел. Папа Климент VII переменил сторону и отправил свои силы на помощь Франции и наиболее сильным итальянским государствам против Императора Габсбурга в войне Коньякской лиги. В 1527 году из-за неспособности Карла вовремя расплатиться с солдатами его армия в Северной Италии взбунтовалась и разграбила Рим исключительно с целью наживы, вынудив Климента и будущих пап быть значительно благоразумнее в делах со светскими властями: отказ Климента в 1533 году в аннулировании брака английского короля Генриха VIII с Екатериной Арагонской (тётей Карла) был прямым следствием его нежелания портить отношения с императором и, возможно, подвергать свою столицу риску разграбления второй раз. Барселонский мир, подписанный Карлом и папой в 1529 году, установил более сердечные отношения между двумя лидерами, что привело к тому, что папа признал Испанию как защитника католической веры и признал Карла королём Ломбардии в обмен на испанское вторжение в мятежную Флорентийскую республику.
В 1528 году адмирал Андреа Дориа вступил в союз с Императором, изгнал французов и восстановил независимость Генуи, открыв Карлу возможность получения новых займов: в 1528 году он получил первый заём от генуэзских банкиров.
В 1543 году французский король Франциск I объявил о вступлении в беспрецедентный альянс с османским султаном Сулейманом Великолепным для оккупации контролируемой Испанией Ниццы совместно с турецкими силами. Английский король Генрих VIII, который был более враждебно настроен против Франции, чем сердит на императора за препятствование разводу, присоединился к Карлу и вторгся во Францию. Несмотря на то, что испанская армия потерпела громкое поражение в битве при Черезоле и сдала Ниццу, с вступлением в войну Генриха дела пошли лучше, и Франция была вынуждена подписать мир. Австрийцы под командованием младшего брата Карла Фердинанда продолжили войну с Османской империей на востоке. После поражения Франции Карл взялся за решение старого вопроса: борьба с Шмалькальденским союзом.

#### Религиозные конфликты в Священной Римской империи

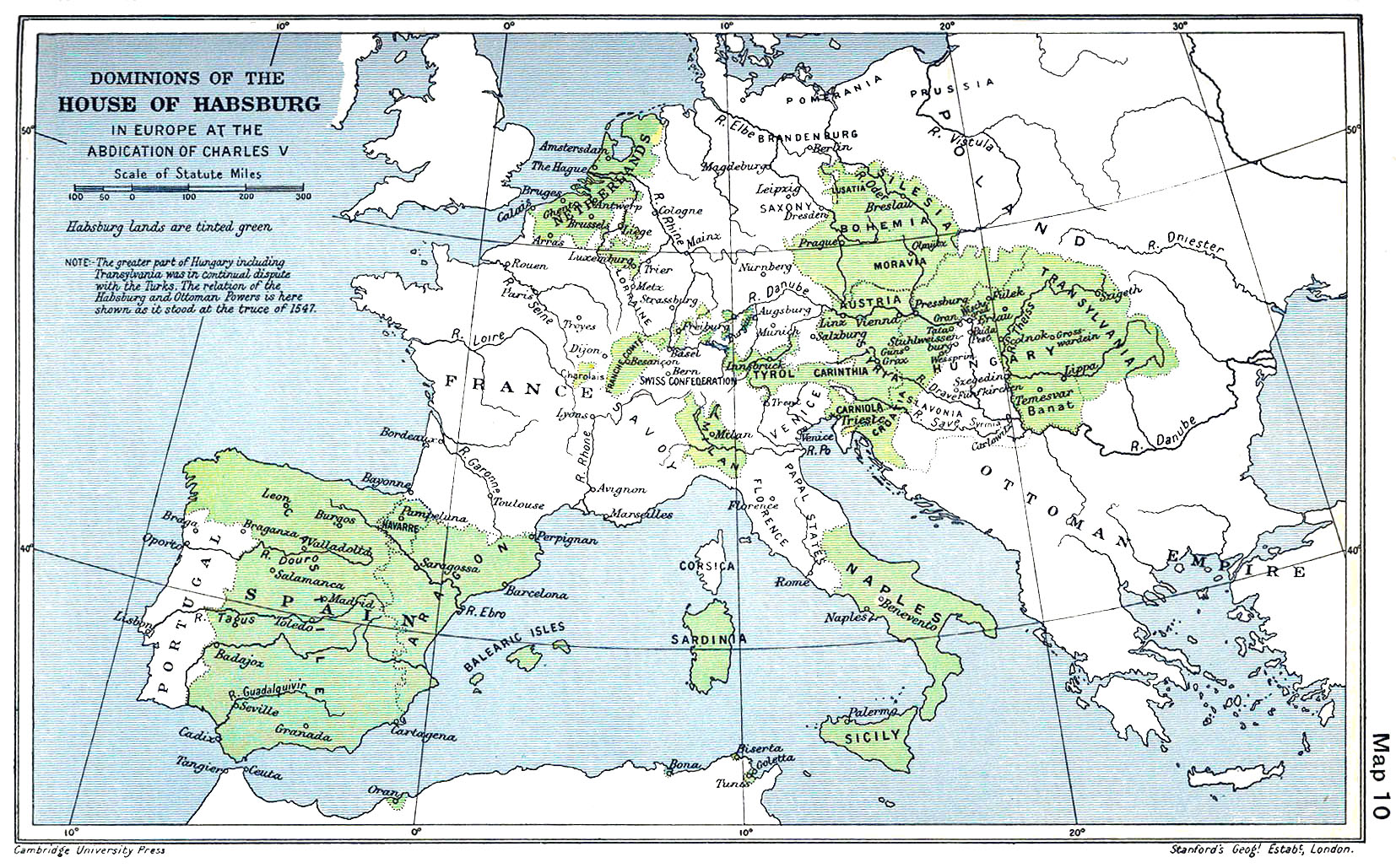
Карта владений Габсбургов после битвы при Мюльберге (1547), из Кембриджского атласа современной истории (1912); Земли Габсбургов отмечены зелёным цветом.

Шмалькальденская лига вступила в союз с Францией, что препятствовало стремлению Карла подорвать позиции Лиги в Германии. Поражение Франциска в 1544 году позволило ему аннулировать союз с протестантами, и Карл воспользовался этой возможностью. Он предпринял попытку провести переговоры на Тридентском соборе в 1545 году, но лидеры протестантов, чувствуя себя преданными из-за позиции, занятой католиками на Соборе, начали военные действия под предводительством Саксонского курфюрста Морица. В ответ Карл вторгся в Германию во главе смешанной голландско-испанской армии, рассчитывая вернуть императорский авторитет. Император лично нанёс сокрушительное поражение протестантам в исторической битве при Мюльберге в 1547 году. В 1555 году Карл подписал Аугсбургский религиозный мир с протестантскими государствами и восстановил стабильность в Германии на своём принципе cuius regio, eius religio («чья власть, того и религия»), весьма непопулярного среди испанского и итальянского духовенства. С этого момента участие Карла в решении германских вопросов упрочило роль Испании гаранта безопасности католиков Габсбургов в Священной Римской империи; прецедент возник семью десятилетиями позднее, вовлечение в войну окончательно лишило Испанию статуса самой сильной европейской державы.

#### Поражение Франции
Единственный законнорождённый сын Карла V Филипп (правил 1556—1598) разделил австрийское наследство со своим дядей Фердинандом. Филипп II рассчитывал, что Кастилия станет основой его империи, однако население Кастилии (составлявшее около ⅓ от населения Испании) никогда не было достаточным, чтобы обеспечить необходимое количество солдат для защиты испанских владений. После его женитьбы на Марии Тюдор Англия вступила в союз с Испанией.

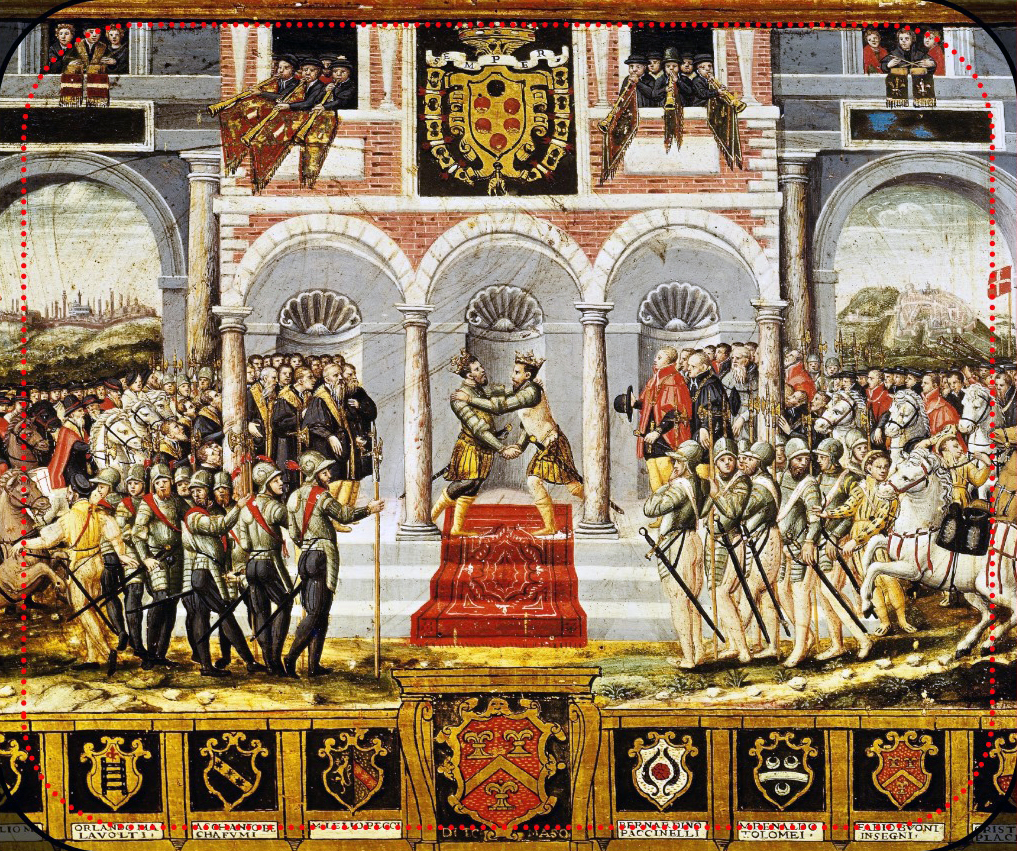
Празднования, последовавшие за Като-Камбрезийским миром (1559) между Испанией и Францией

В Испании ещё не наступил мир, как агрессивный французский король Генрих II, взошедший на престол в 1547 году, немедленно объявил войну. Преемник Карла I Филипп II весьма решительно повёл войну, разбив французскую армию при Сен-Кантене в Пикардии в 1557 году и на следующий год нанеся поражение Генриху II при Гравелине. Като-Камбрезийский мир, подписанный в 1559 году, подтвердил притязания Испании на итальянские земли. Во время рыцарского турнира в честь подписания этого договора Генрих погиб от обломка копья капитана шотландской гвардии Габриэля Монтгомери. В последующие тридцать лет Францию сотрясали гражданская война и религиозные волнения, и она не могла противостоять Испании и Габсбургам стать главной политической силой в Европе. Не встречая серьёзного сопротивления со стороны Франции, Испания достигла апогея своего могущества и территориальных владений в период 1559—1643 годов.
Создание генуэзского банковского консорциума способствовало банкротству Филиппа II в 1557 году, после чего немецкие банкирские дома ожидало разорение, а дом Фуггеров перестал быть главным испанским финансистом. Генуэзские банкиры обеспечили громоздкую габсбургскую систему постоянным кредитом и получением регулярной прибыли. Но в ответ поставки американского серебра были перенаправлены из Севильи в Геную.

#### Европейские конфликты в правление Филиппа II
Спокойное время для Мадрида продолжалось недолго. В 1566 году восстания, поднятые кальвинистами в Испанских Нидерландах (большая часть которых соответствует территории современных Нидерландов и Бельгии, эти земли Филипп унаследовал от Карла и его предков по бургундской линии) привели к проведению герцогом Альбой военной кампании для восстановления порядка. Альба устроил в Испанских Нидерландах кровавый террор. В 1568 году Вильгельм I Оранский предпринял неудавшуюся попытку прекратить тиранию Альбы в Нидерландах. С этого началась Восьмидесятилетняя война, которая завершилась обретением независимости Соединёнными провинциями. Испанцы, которые получали существенные доходы от Нидерландов и в частности от важнейшего порта Антверпена, были решительно настроены восстановить порядок и удержать провинции. По словам Люка-Нормана Телльера, «По оценкам Антверпенский порт приносил испанской короне в семь раз больше дохода, чем Америка.» В 1572 году флотилия голландских каперов, известных как морские гёзы захватила ряд голландских прибрежных городов, которые после этого объявили о своей поддержке Вильгельма и вышли из-под власти Испании.

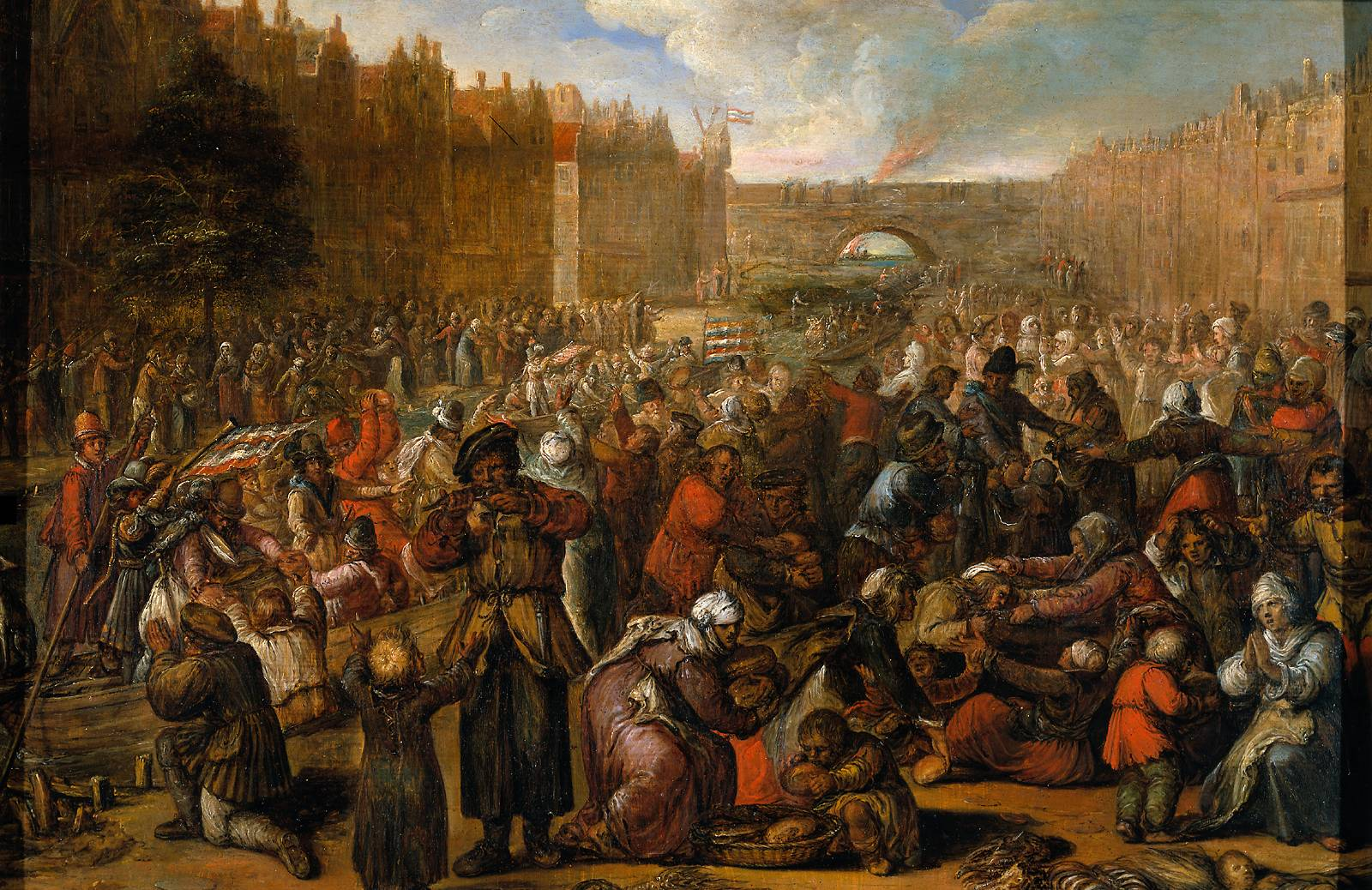
Отто Ван Веен: Снятие осады Лейдена (1574) после того, как голландцы разрушили дамбы, во время Восьмидесятилетней войны

Для Испании война стала затяжной проблемой. В 1574 году испанская армия под командованием Луиса де Рекесенс-и-Суньиги вынуждена была снять осаду Лейдена после того, как голландцы разрушили дамбы, которые удерживали воды Северного моря от затопления провинций, расположенных ниже уровня моря. В 1576 году перед лицом необходимости выплатить жалование своей 80-тысячной оккупационной армии в Нидерландах и огромному флоту, одержавшему победу при Лепанто, Филипп был вынужден объявить банкротство. Вскоре после этого армия в Нидерландах взбунтовалась, захватила Антверпен и стала грабить южные Нидерланды, в результате чего несколько городов, изначально не принимавших участия в волнениях, присоединились к восставшим. Испания пошла по пути переговоров, и в большей части южных провинций мир был восстановлен в 1579 году подписанием Аррасской унии. В ответ Нидерланды в течение этого же месяца создали Утрехтскую унию, альянс северных провинций. Они официально свергли Филиппа в 1581 году, когда подписали Акт о клятвенном отречении.
По Арасской унии южные провинции Испанских Нидерландов, современные регионы Валлония и Нор — Па-де-Кале (и Пикардия) во Франции, выражали свою преданность испанскому королю Филиппу II и признавали его генерал-губернатора дона Хуана Австрийского. В 1580 году это дало возможность королю Филиппу укрепить свои позиции, когда умер последний член португальского королевского дома, Энрике. Филипп предъявил свои претензии на португальский трон и в июне отправил герцога Альбу с армией на Лиссабон. Несмотря на то, что герцог Альба и испанская оккупационная политика в Лиссабоне была не менее непопулярна, чем в Роттердаме, объединение испанской и португальской империи передало в руках Филиппа почти весь исследованный Новый Свет и обширные торговые империи в Африке и Азии.

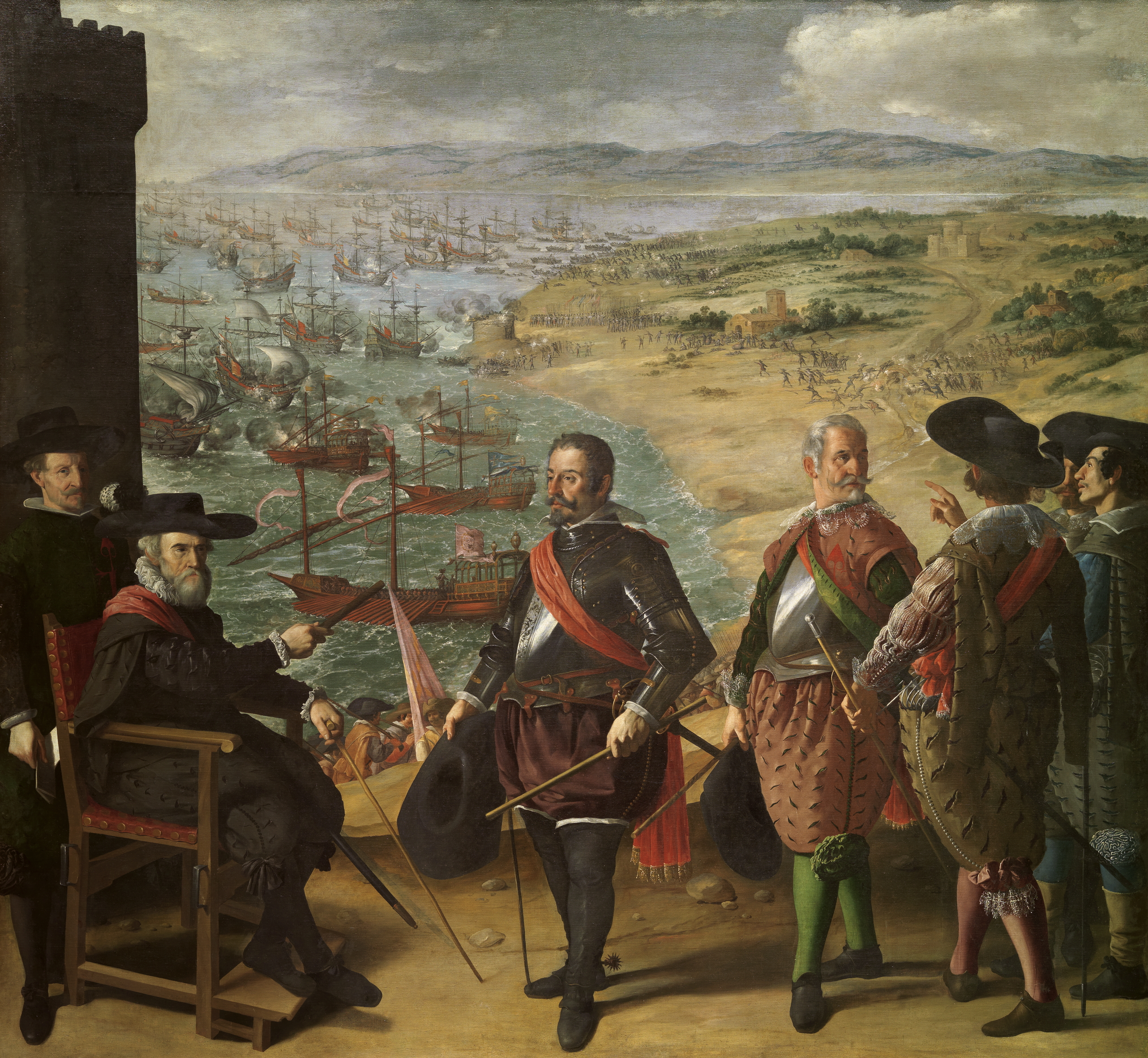
Франсиско де Сурбаран, Оборона Кадиса

Удержание под контролем Португалии требовало содержания оккупационных войск, а в Испании финансовое положение очень стеснённым после банкротства 1576 года. В 1584 году Вильгельм I Оранский был убит фанатичным католиком Бальтазаром Жераром, и, казалось бы, смерть популярного лидера голландского сопротивления должна была положить конец войне; однако этого не случилось. В 1586 году английская королева Елизавета I поддержала протестантское движение в Нидерландах и Франции и Фрэнсис Дрейк начал нападения на испанские торговые суда в Карибском море и на Тихом океане, а в 1587 году он совершил дерзкое нападение на порт Кадис. В 1588 году, рассчитывая остановить вмешательство Елизаветы в испанские дела, Филипп отправил Испанскую армаду к берегам Англии. Благоприятная погода, более сильное вооружение и лучшая манёвренность английских кораблей, а также то, что англичане получили предупреждение от своих шпионов в Нидерландах и были готовы к встрече испанского флота, способствовали разгрому Непобедимой армады. Однако провал экспедиции Дрэйка и Норриса к Португалии и Азорским островам в 1589 году стал поворотным пунктом в англо-испанской войне 1585—1604 годов. Испанские флоты стали более эффективными в отражении нападений английских кораблей, и серебро и золото продолжало поступать в Испанию.

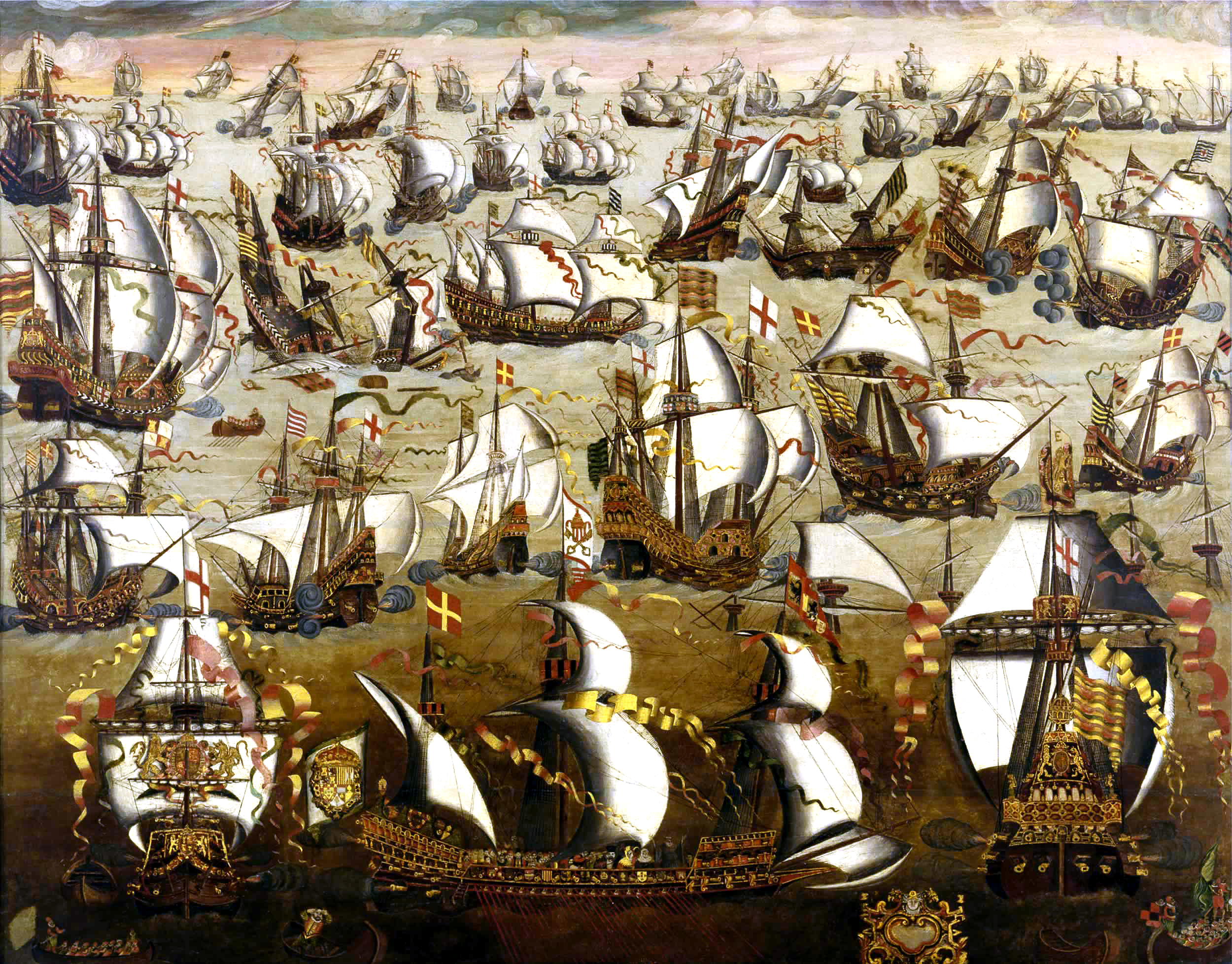
Непобедимая армада покидает гавань Ферроля (1588)

Испания прилагала усилия для поддержания религиозных войн во Франции после смерти Генриха II. В 1589 году Генрих III, последний король из династии Валуа, был убит религиозным фанатиком Жаком Клеманом. На трон после него взошёл Генрих Наваррский, первый французский король из династии Бурбонов, человек больших способностей, одержавший победы в ключевых сражениях с Католической лигой при Арке(1589) и при Иври (1590). В попытке помешать Генриху стать королём Франции испанцы разделили свою армию в Нидерландах и вторглись во Францию в 1590 году.

#### Мирное время правления Филиппа III
Одновременно ведя войну с Францией, Англией и в Нидерландах, в каждом случае имеющих способных главнокомандующих, уже ранее перенёсшая банкротство Испания оказалась в тяжелейшем положении. Набирающее размах пиратство в Атлантике наносило большой ущерб колониальным предприятиям, и в 1596 году Испания снова была вынуждена отказаться платить по своим финансовым обязательствам. Чтобы спасти государственную казну были сокращены контингенты войск, принимавших участие в военных кампаниях, подписав в 1598 году Вервенский мир с Францией, признав Генриха IV (с 1593 года снова вернувшегося в лоно католической церкви) королём Франции и отказавшись от многих оговорок Като-Камбрезийского мира. Королевство Англия, потерпевшая ряд морских поражений на море и увязшая в бесконечной партизанской войне с католиками в Ирландии, которых поддерживала Испания, согласилось на Лондонский мир в 1604 году, после восшествия на престол менее непримиримого короля из династии Стюартов Якова I.
Кастилия обеспечивала испанских королей большей частью доходов и их лучшими солдатами. Эпидемия чумы свирепствовала в Кастилии с 1596 по 1602 годы, унеся жизни около 600 000 человек. Немалая часть кастильцев уехало в Америку или погибло на полях сражений. В 1609 году большая часть морисков была изгнана из Испании. В общей сложности Кастилия лишилась около 25 % своего населения между 1600 и 1623 годами. Такое значительное снижение населения привело к падению доходов Короны и катастрофическому ослаблению страны во время непрерывных вооружённых конфликтов в Европе.
Мир с Англией и Францией позволил Испании сосредоточиться на восстановлении её прав на правление голландскими провинциями. Голландцы под предводительством Морица Оранского, сына Вильгельма Молчаливого и, возможно, лучшего стратега своего времени, после 1650 года захватили ряд приграничных городов, в том числе крепость Бреду. Так как с Англией был заключён мир, новый испанский главнокомандующий Амброзио Спинола направил все усилия против восставших голландцев. Спиноле, военачальнику талантом сравнимому с Морицем, помешало захватить Нидерланды только очередное банкротство Испании в 1607 году. В 1609 году между Испанией и Соединёнными провинциями было заключено Двенадцатилетнее перемирие. Наконец, в Испании наступил мир — Pax Hispanica.
Испания получила возможность восстановиться во время перемирия, поправить финансовое положение и многое сделать для поднятия престижа и восстановления стабильности; это было последнее перемирие в большой войне, в которой она могла выступать как сильнейшее государство. Наследник Филиппа II, Филипп III, был человеком ограниченных способностей, не интересовался политикой и предпочитал делегировать управление империей другим. Его премьер-министром стал талантливый политик герцог Лерма.

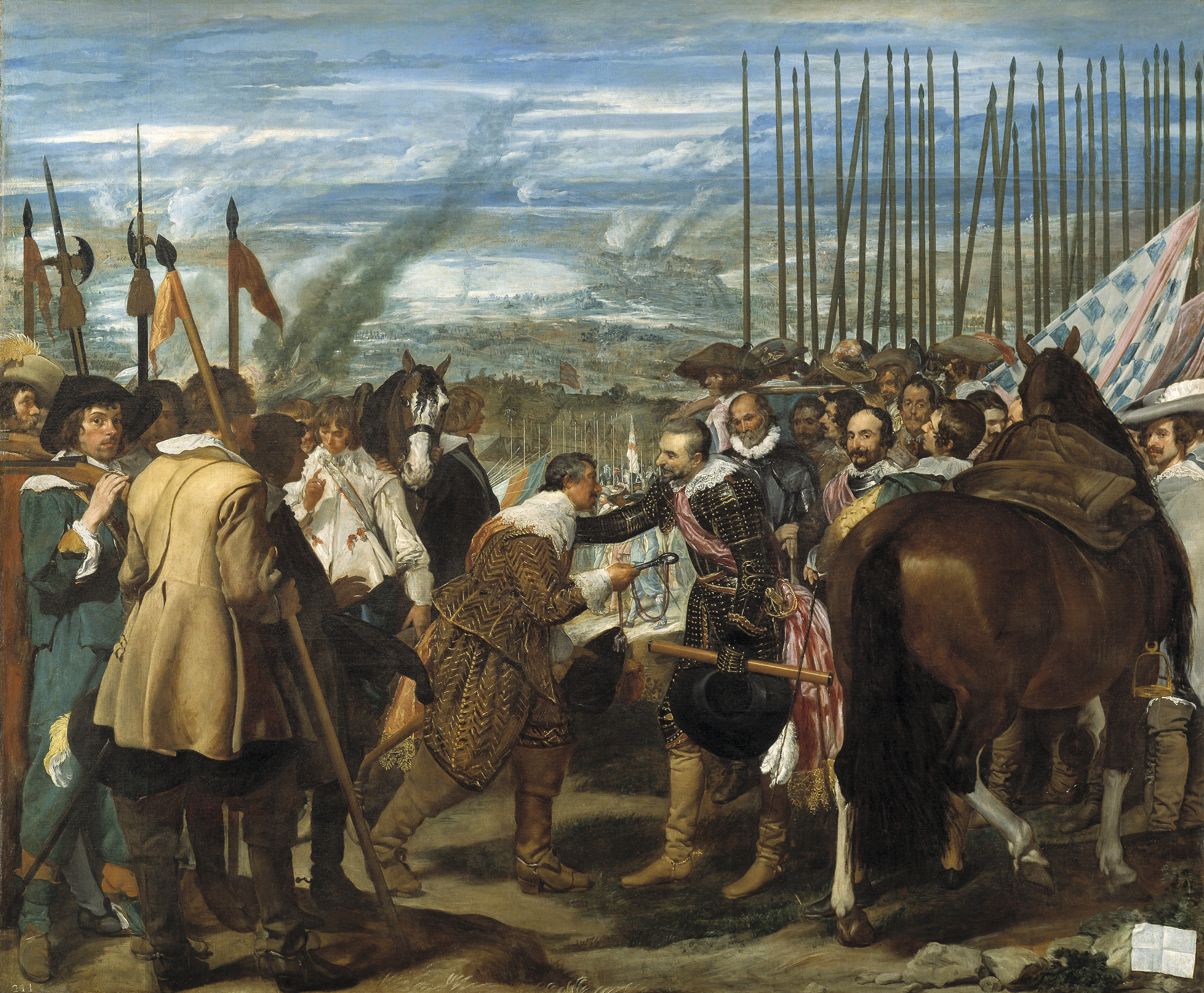
«Сдача Бреды», Диего Веласкес, 1634-35, Прадо. Эта победа стала символом нового победного для испанской армии периода Тридцатилетней войны.

Герцог Лерма (как и ранее Филипп II) не был заинтересован в поддержке своего союзника, Австрии. В 1618 году его место занял Бальтасар де Суньига, ранее служивший послом в Вене. Дон Бальтасар считал, что ключом к ограничению влияния Франции и победе над голландцами является более тесный союз с австрийскими Габсбургами. В 1618 году после пражской дефенестрации Австрия и император священной Римской империи Фердинанд II начали кампанию против Протестантской унии и Богемии. Суньига подстрекал Филиппа вступить в войну на стороне Австрийских Габсбургов, и Амброзио Спинола, восходящая звезда испанской армии, был отправлен во главе Фламандской армии для участия в конфликте. Таким образом, Испания вступила в Тридцатилетнюю войну.

#### На пути к Рокруа
В 1621 году Филипп III умер и на престол взошёл его сын Филипп IV. Военная партия получила такое сильное влияние, как никогда до этого. На следующий год Суньигу сменил Гаспар де Гусман Оливарес, талантливый государственный деятель, считавший, что причина всех неудач Испании кроется в Голландии. Спустя некоторое время, которое понадобилось Испании для вступления в войну, богемцы были разбиты на Белой Горе в 1621 году и при Штадтлоне в 1623 году. Война с Нидерландами возобновилась в 1621 году, а в 1625 Спинола захватил крепость Бреда после осады. Вступление в войну датского короля Кристиана IV вызвало большое беспокойство (Кристиан был одним из немногих европейских монархов, не имевших проблем с финансами), но победы имперского генерала Альбрехта фон Валленштейна над датчанами при Дессау и при Луттере в 1626 году ликвидировали угрозу.
У Мадрида возникла надежда, что Нидерланды могут снова влиться в империю, а после поражения Дании протестанты в Германии казались покорёнными. Во Франции снова возникла внутренняя нестабильность (в 1627 году началась знаменитая осада Ла-Рошели), и положение Испании снова, казалось, достигло прежних высот. Граф-герцог Оливарес в те дни сказал: «Сегодня бог сражается на нашей стороне, потому что он — испанец!», и многие противники Испании могли бы с этим согласиться.
Оливарес был человеком, значительно опередившим своё время; он осознавал, что Испании необходимы реформы, а для реформ нужен мир. Уничтожение Объединённых провинций Нидерландов был одним из необходимых шагов, так как любая антигабсбургская коалиция финансировалась на голландские деньги: голландские банкиры стояли за ост-индийскими купцами Севильи, и повсюду в мире голландские предприниматели и колонисты подрывали гегемонию Испании и Португалии.

Спинола с испанской армией успешно вёл боевые действия в Нидерландах, и казалось, что война складывается в пользу Испании. В 1627 году кастильская экономика находилась в состоянии упадка. Габсбурги прибегли к порче монет для оплаты военных расходов, и в Испании цены взлетели, как и годом ранее в Австрии. До 1631 года в результате валютного кризиса в Кастилии получила развитие бартерная экономика, и правительство не смогло собрать значимую сумму налогов с крестьян, оказавшись в полной зависимости от колониального (Серебряного флота). Испанские армии в Германии прибегли к практике самостоятельной добычи всего необходимого в землях, где они стояли.

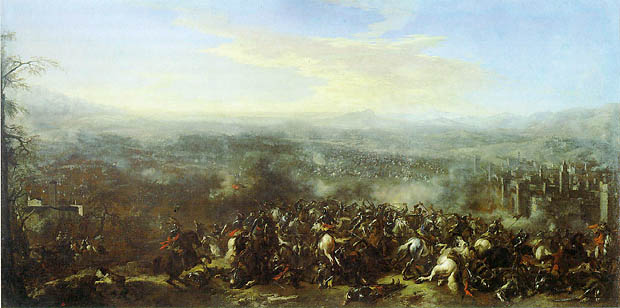
Битва при Нёрдлингене. Решительная победа армий Империи и Испании над шведами.

Оливареса, который поддержал определённые меры по сбору налогов в Испании на время войны, впоследствии обвиняли за сомнительную и бесплодную войну в Италии. Голландцы, которые во время Двенадцатилетнего перемирия получили значительное превосходство на море (которое проявилось во время Битвы при Гибралтаре в 1607 году) продолжали разрушать испанскую морскую торговлю (в частности, капитан Пит Хайн захватил Серебряный флот) что создавало большие осложнения испанской экономике после экономического коллапса.
Испанские военные ресурсы были распределены по всей Европе, в том числе на море было необходимо защищать морские коммуникации от усилившихся голландского и французского флотов, а также отвечать на угрозу Османской империи и связанных с ней берберских пиратов в Средиземноморье. В то же самое время угрозу голландскому судоходству стали составлять дюнкеркские пираты, которые добились определённых успехов. В 1625 году испанский и португальский флот под командованием адмирала Фадрике де Толедо, отвоевал стратегически важный бразильский город Сальвадор у голландцев. С другой стороны, изолированные и обезлюдевшие португальские форты в Африке и Азии подвергались нападениям голландцев и англичан, кроме того, к тому времени они перестали быть важными торговыми центрами.
В 1630 году шведский король Густав II Адольф, один из лучших военачальников своего времени, высадился в Германии и снял осаду с порта Штральзунд, который был последней твердыней на континенте, удерживаемой германскими войсками, враждебными императору. Затем Густав двинулся на юг, одержав победы в битвах при Брейтенфельде и при Лютцене, оказав делу протестантов большую поддержку, продвинувшись так далеко. Ситуация для католиков улучшилась со смертью Густава под Лютценом в 1632 году и сокрушительной победой имперских войск под командованием Фердинанда Австрийского и Фердинанда II Венгерского в битве при Нёрдлингене в 1634 году. Используя положение более сильной стороны, в 1635 году император предложил уставшим от войны германским государствам мир; его многие приняли, включая два самых могущественных — Бранденбург и Саксония.

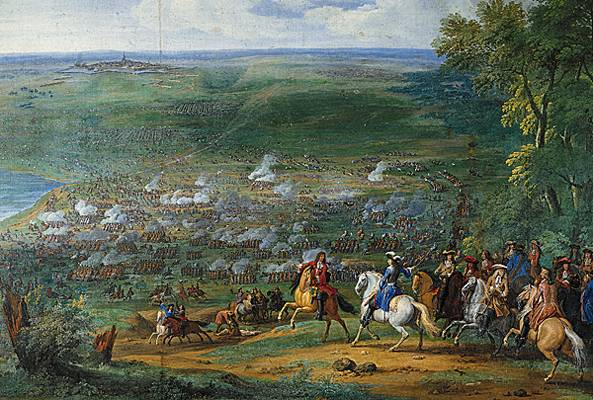
Битва при Рокруа (1643) — символический конец величия Испании.

Кардинал Ришельё являлся сильным союзником голландцев и протестантов с самого начала войны, помогая им финансово и вооружением в стремлении остановить рост могущества Габсбургов в Европе. Ришельё решил, что подписанный Пражский мир противоречит интересам Франции и объявил войну императору Священной Римской империи и Испании через несколько месяцев после подписания мирного договора. Более опытным испанским войскам в начале кампании сопутствовал успех; Оливарес молниеносно начал наступление в северной Франции из Испанских Нидерландов, рассчитывая пошатнуть решимость министров Людовика XIII и сместить Ришельё до того как война истощит испанские финансы и французы смогут использовать все свои военные ресурсы. В 1636 году, «année de Corbie», испанские войска продвинулись на юг до Амьена и Корби, создав угрозу Парижу и едва не завершив войну в столь краткие сроки.
Тем не менее, после 1636 года Оливарес, опасаясь нового банкротства страны, остановил продвижение. Испанская армия за всю свою историю не проходила так далеко. Французы получили передышку, которой воспользовались для мобилизации своих войск. В сражении у Даунса в 1639 году испанский флот потерпел сокрушительно поражение от голландцев, и испанцы не смогли перебрасывать подкрепления и снабжение для своей армии в Нидерландах. Испанская Фламандская армия, в рядах которой были лучшие испанские солдаты и командиры, встретилась с французским авангардом под командованием принца де Конде в северной Франции у Рокруа в 1643 году. Испанцы, которыми командовал Франсиско де Мело, были разбиты наголову. Одна из лучших и самых известных армий потерпела полное поражение на поле боя. Миф о непобедимости испанцев был разрушен.

### Африка и Средиземноморье
В XVI веке Османская империя стала представлять значительную угрозу для Европы. Османские завоевания в Европе успешно начались с решительной победы при Мохаче. Карл I предпочёл стратегию сдерживания Османской империи с помощью флота, препятствуя высадке турок на венецианских территориях в восточном Средиземноморье.
При правлении Карла I наблюдалось уменьшение присутствия Испании в Северной Африке, несмотря на то, что Тунис и его порт, Ла-Гулетт, были взяты в 1535 году. Одно за другим, большая часть испанских владений было потеряно: Пеньон-де-Велес-де-ла-Гомера (1522), Санта-Крус-де-ла-Мар-Пекенья (1524), Алжир (1529), Триполи (1551), Беджая (1554), и в конце концов Ла-Гулетт и Тунис (1569).
В ответ на нападения берберских пиратов на восточное побережье Испании Карл организовал экспедиции в Тунис (1535) и Алжир (1541).

Битва при Лепанто, ознаменовавшая конец доминирования османского флота в Средиземном море

В 1565 турки, высадившиеся на стратегически важном острове Мальта, потерпели поражение от защищавших его госпитальеров. Смерть Сулеймана Великолепного в следующем году и восхождение на престол куда менее способного правителя Селима II была на руку Филиппу II, который решился перенести боевые действия к турецким берегам. В 1571 году смешанный флот из испанских, венецианских и папских кораблей под командованием незаконного сына Карла Хуана уничтожил османский флот в битве при Лепанто, крупнейшем морском сражении в европейских водах после сражения у Акциума в 31 году до н. э. Эта битва ознаменовала конец османской гегемонии в Средиземноморье. Эти события значительно подняли престиж Испании, что было исключительно важно в связи с продвижением Филиппом идей Контрреформации за пределами империи.
Тем не менее, турки вскоре оправились от поражения. Они вернули Тунис в 1574 году, и помогли своему союзнику, Абу Марван Абд аль-Малику, вернуть трон Марокко в 1576. Со смертью персидского шаха Тахмаспа I у османского султана появилась возможность вторгнуться в эту страну и в 1580 он согласился на перемирие с Филиппом II в Средиземноморье.
В первой половине XVII века испанцы получили Лараче и Ла-Мамора на атлантическом побережье Марокко, а также остров Пеньон-де-Алусемас в Средиземном море, однако уже во второй половине века Лараче и Ла-Мамора были потеряны.

## Последние годы могущества Испанской империи

### Восстания внутри страны, потери в войне с Францией
Во время правления Филиппа IV, особенно после 1640 года, произошло отделение ряда территорий и восстаний в различных регионах, находящихся под правлением испанской короны. Среди них война за независимость Португалии, восстание в Каталонии (оба военных конфликта начались в 1640 году), заговор в Андалузии (1641) и ряд инцидентов в Наварре, Неаполе и Сицилии в конце 1640-х годов. Эти события происходили одновременно с войнами, которые вела Испанская империя за пределами полуострова: в Нидерландах (которая возобновилась в 1621 году после истечения срока перемирия) и Тридцатилетней войной. В свою очередь, конфликт с Францией (с 1635 года) был тесно связан с каталонской проблемой.

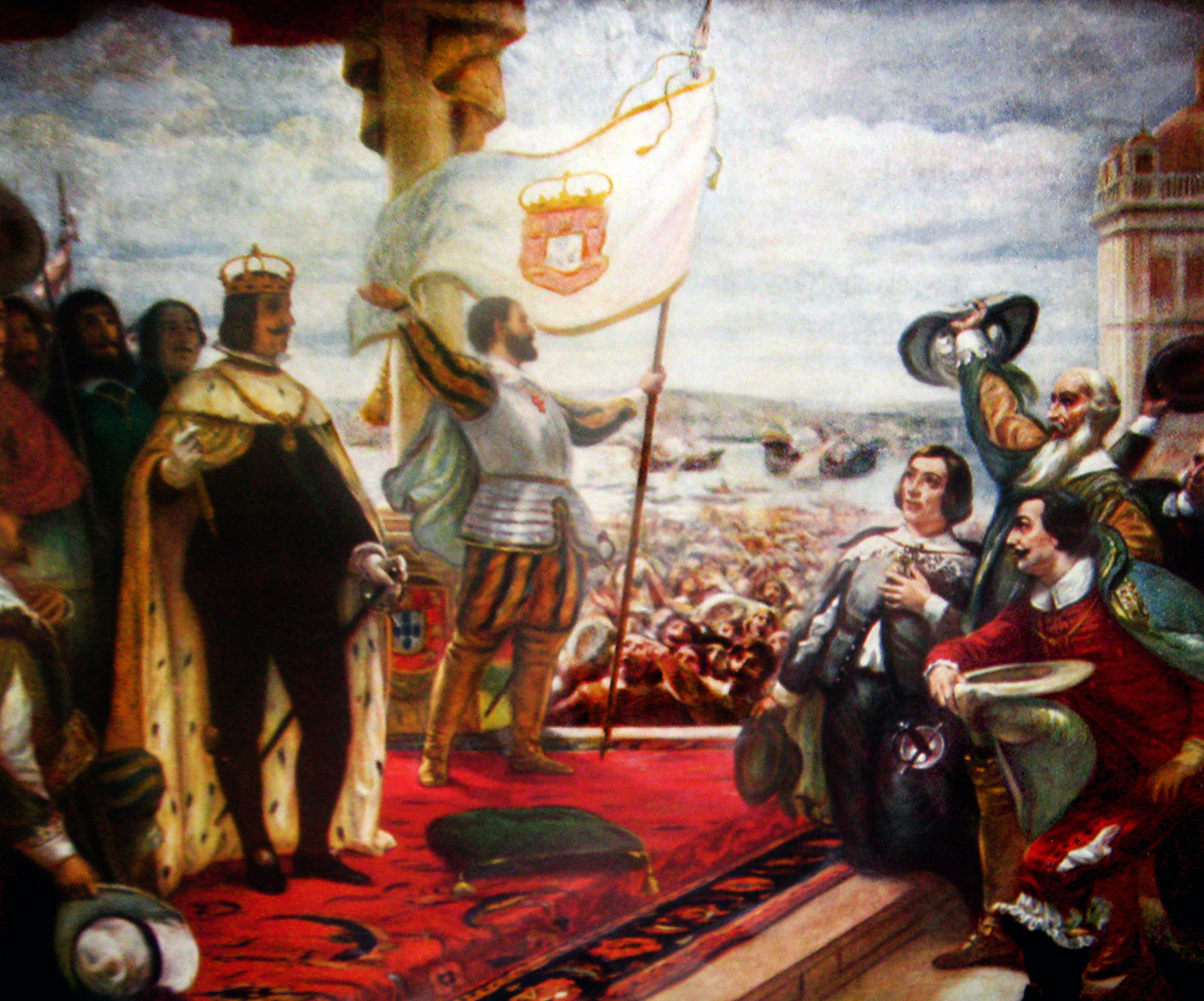
Провозглашение Жуана Брагансы королём Португалии, 1640 год

В 1640 году в Португалии произошла революция под предводительством Жуана Брагансы, претендента на престол. Он пользовался широкой поддержкой португальского народа, и испанцы, которые вели войны сразу на нескольких фронтах, не смогли ничего ему противопоставить. Дэ факто Испания и Португалия находились в состоянии мира с 1641 по 1657 годы. После смерти Жуана IV Испания предприняла попытку вернуть Португалии, на престол которой взошёл сын Жуана IV Афонсу VI, но потерпели поражения в битвах при Амейшьяле (1663) и у Вила-Висозы (1665), и впоследствии Испания признала независимость Португалии в 1668 году.
В 1648 году Испания завершила войну с Нидерландами и признала независимость Объединённых Провинций, подписав Вестфальский мир, который одновременно завершил и Восьмидесятилетнюю, и Тридцатилетнюю войны. Вскоре испанцы были изгнаны с Тайваня, были потеряны Тобаго, Кюрасао и ряд островов Карибского моря.
Война с Францией продолжалась одиннадцать лет, все это время Франция стремилась полностью уничтожить могущество Испании и не дать Испанской империи восстановить ресурсы. Испанская экономика стала настолько слабой, что Империя едва справлялась с ведением непрерывных военных действий. Восстание в Неаполе было подавлено в 1648 году, в Каталонии — в 1652, в 1656 была одержана победа над французами в битве при Валансьене (это сражение было последней испанской победой), однако исход войны решился в битве в дюнах (у Дюнкерка) в 1658 году, в которой французская армия под командованием виконта де Тюренна (с английской помощью) нанесла поражение остаткам испанской армии в Нидерландах. Испания в 1659 году подписала Пиренейский мир, по которому уступила Франции Руссильон, Фуа, Артуа и большую часть Лотарингии. Также договором предусматривался брак испанской инфанты с Людовиком XIV.
В последние годы своего правления Филипп IV, после завершения крупнейших конфликтов, сосредоточился на войне с Португалией. Однако время было уже упущено. За несколько месяцев до его смерти (17 сентября 1665 года в Мадриде), поражение в сражении у Вила-Висозы 17 июня решило исход борьбы за сохранение Португалии в составе империи. Тем временем Испания пребывала в состоянии глубокого экономического и демографического кризиса, который затронул все регионы страны.
Несмотря на то, что Испанская империя сохранила огромные территории по всему миру (к этому времени уменьшившиеся вследствие отделения Португалии и нападений французов и англичан), роль сильнейшей европейской державы перешла к Франции.

### Империя при последнем Габсбурге (1665—1700)

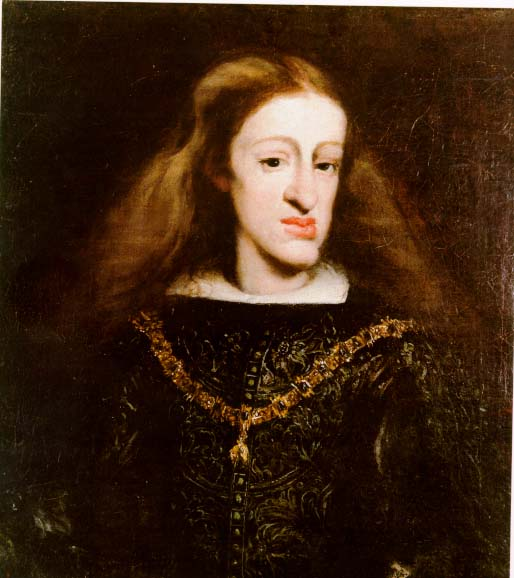
Карл II

В момент смерти Филиппа IV его сыну Карлу II было всего четыре года, поэтому его мать Марианна Австрийская стала регентом. Это привело к тому, что реальная власть сосредоточилась в руках её вали́до австрийского иезуита отца Нитгарда, который в сентябре 1666 года был назначен на должность Великого Инквизитора. Правление Карла II можно разделить на два периода. Первый — с 1665 по 1679 годы — характеризовался вялостью экономики и политической борьбой между валидо королевы, отцом Нитгардом и Фернандо де Валенсуэла, с одной стороны, и незаконнорождённым сыном Филиппа IV доном Хуаном Австрийским с другой. Последний организует переворот в 1677 году, вследствие которого Нитгарда и Валенсуэлу устраняют от власти.
Второй период правления начался в 1680 году, когда валидо короля стал Хуан Франциско де ла Серда. Он предложил проведение новой экономической политики через девальвацию валюты, что привело к росту цен и способствовало медленному восстановлению экономики. В 1685 году к власти пришёл граф Оропеса, который ввёл ограничения на расходы двора для того, чтобы предотвратить новые банкротства.
В этот период шла война против Франции, в течение которой влияние Испании в Европе и Америке существенно снизилось, что хорошо иллюстрирует передача части острова Эспаньола Франции по Рейсвейкскому мирному договору.
В последние десятилетия XVII века отмечается упадок и застой в экономике и политической жизни Испании; в то время как остальная Европа приступила к масштабным изменениям в управлении и в обществе — в это время произошла Славная революция в Англии и шло правление Людовика XIV во Франции, — Испания плыла по течению. Бюрократический аппарат управления, сформированный при правлении Карла I и Филиппа II, требовал участия в управлении сильного монарха; слабость и нежелание управлять империей со стороны Филиппа III и Филиппа IV привели к деградации государственной системы управления. Карл II был болен и беспомощен, он умер бездетным в 1700 году.
Современная историография более снисходительна к Карлу II и его ограниченной дееспособности, отмечая, что король, несмотря на то, что находился на грани умственной полноценности, осознавал свою ответственность за страну, прилагая все свои силы, чтобы поддерживать идею величия Испании. Об этом свидетельствует его завещание, которым он стремится обеспечить целостность империи в условиях пресечения правящей династии:

Назначаю своим преемником (в случае, если Бог оставит меня бездетным) герцога Анжуйского, второго сына наследника французского престола; и, как таковой он становится наследником всех моих титулов и земель без исключения.
Оригинальный текст (исп.)Declaro mi sucesor (en el caso de que Dios se me lleve sin dejar hijos) el de Anjou, hijo segundo del Delfín de Francia; y, como a tal, lo llamo a la sucesión de todos mi reinos y dominios sin excepción de ninguna parte de ellos.

## Империя при Бурбонах: реформы и восстановление экономики (1713—1806)

### Смена династии
Новый правитель был не слишком хорошо принят в Испании, помимо задержки торжественного вступления короля в Мадрид из-за плохой погоды и бесконечных приёмов, придворные начали замечать, что он слабоволен, целомудрен, благочестив, меланхоличен и находился в большой зависимости от своего духовника, что отразилось в частушке того времени:

Гуляй, мальчик, гуляй,
Раз кардинал так приказал
Оригинальный текст (исп.)Anda, niño, anda,
Porque el cardenal lo manda

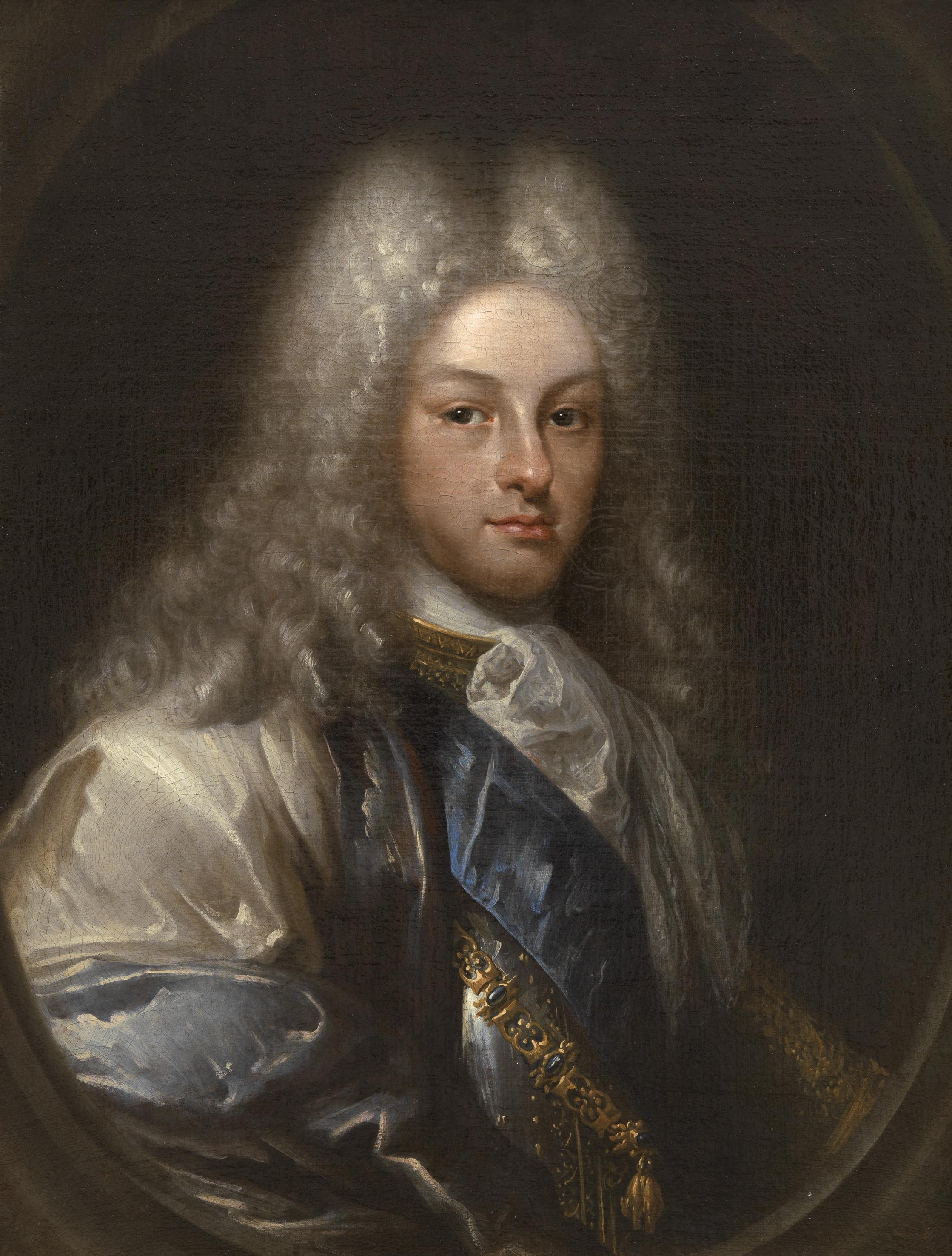
Филипп V

Однако Филипп V не стремился использовать ресурсы Испании на роскошь своего двора и увеличение состояний своих приближённых, как ранее Филипп I Красивый, он хотел быть хорошим монархом, несмотря на существенные различия между ним и его подданными. Эти различия были настолько велики, что из всей известной речи маркиза де Кастельдосриоса, посла Испании во Франции, Филипп не смог понять ничего, включая знаменитую фразу «Ya no hay Pirineos» (с исп. — «Пиренеев больше нет»); в связи с тем, что Филипп совершенно не знал испанского языка, его дед Людовик XIV был вынужден переводить для внука. После завершения речи посла Король-Солнце сказал будущему королю «Стань хорошим испанцем». С этим напутствием семнадцатилетний король вступил на трон.
Тем не менее, на испанский трон и земли были и иные претенденты, что привело к тому, что завещание Карла II не было признано всеми. В связи с этим военное противостояние было практически неизбежным; эрцгерцог Карл Австрийский предъявил свои претензии, положив начало Войне за испанское наследство (1702—1713).
Эта война и тактические и стратегические просчёты в ходе её ведения привели к новым поражениям испанских войск, в том числе на территории полуострова. В результате были потеряны Оран, остров Минорка, а наиболее болезненной и долговременной потерей стал Гибралтар, который защищали всего 50 испанских солдат против англо-голландского флота.
Филипп V не был готов к управлению крупнейшей империей того времени и осознавал это, потому он стремился окружить себя наиболее квалифицированными специалистами, какими только мог. Таким образом Бурбоны и те люди, которых они пригласили к своему двору, стали частью проекта Испанской империи, и они стремились влиться в испанское общество; например про Алессандро Маласпина говорили, что он был «итальянцем в Испании и испанцем в Италии», Карл III приказал изваять статуи всех королей и крупнейших государственных деятелей Испании от вестготов до своего времени (включая свою), маркиз Эскилаче оскорблялся, когда испанские дворяне не обращались к нему на «ты», как это было положено по обычаю, а по вечерам ел шоколад, что было традицией испанской знати, отличавшей её от других европейских дворян; но, возможно, наиболее ярким эпизод — когда Филипп V при встрече с дедом Людовиком XIV, который предложил ему возможность в будущем вернуться во Францию, как король, достигший подъёма Испании, а не во время её упадка, ответил:

Я сделал свой выбор и ничто в мире не может не сможет заставить меня отказаться от короны, которую дал мне Бог, ничто на свете не заставит меня расстаться с Испанией и испанским народом
Оригинальный текст (исп.)Está hecha mi elección y nada hay en la tierra capaz de moverme a renunciar a la corona que Dios me ha dado, nada en el mundo me hará separarme de España y de los españoles.

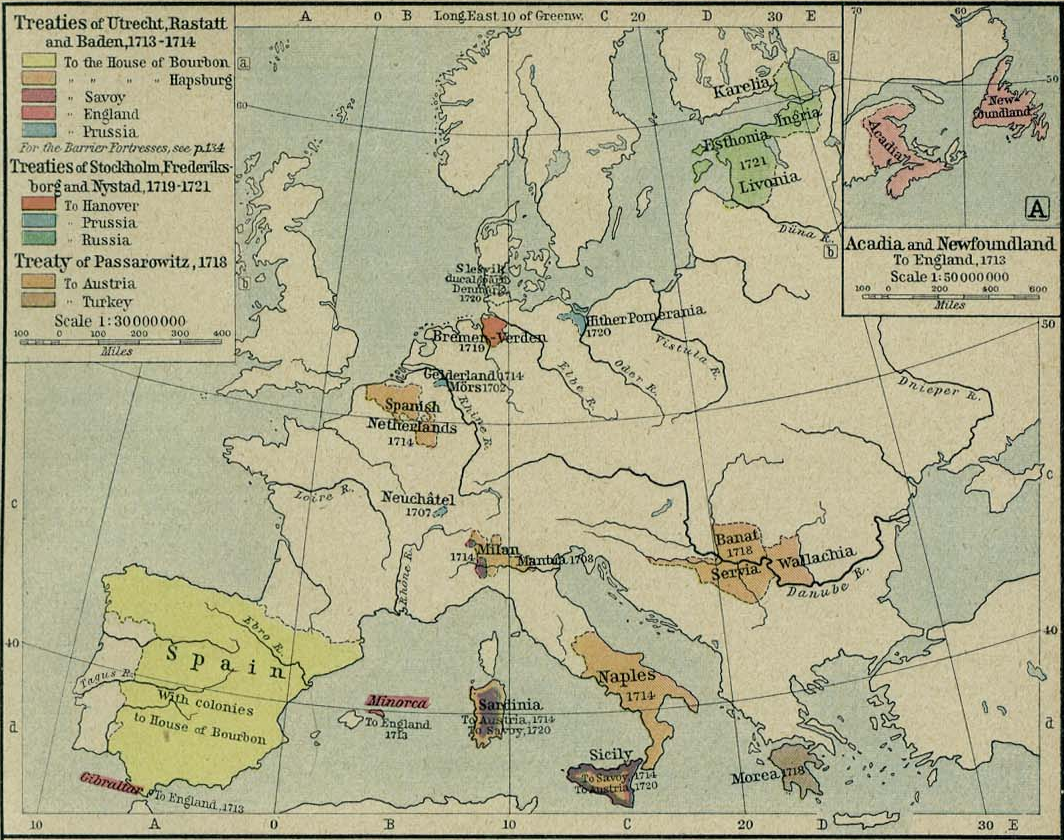
Раздел испанских владений по Утрехтскому мирному договору.

Утрехтским мирным договором (11 апреля 1713 года) сильнейшие мировые державы закрепили баланс сил в Европе. Новый король из дома Бурбонов, Филипп V, сохранил заокеанские владения, но уступил Сицилию и часть миланских владений Савойе; Гибралтар и остров Минорка отошли к Великобритании, а остальные континентальные владения (Испанские Нидерланды, Неаполь, Милан, и Сардиния) к Австрии. Этим же договором были разделены короны Франции и Испании, а Филипп V отрёкся от претензий на французский престол. Британцы также добились права монопольной торговли рабами в испанских колониях в Америке («асьенто») на тридцать лет.

### Реформа империи
С приходом к власти династии Бурбонов была изменена вся административно-территориальная организация государства, были изданы так называемые Декреты Нуэва-Планта, согласно которым ликвидировались права и привилегии древних государств полуострова, а все Испанское государство было разделено на провинции, называемые генерал-капитанствами, и в во всех них были введены идентичные законы; целью этих реформы было достижение однородности и централизации испанского государства по примеру территориальной модели Франции.
Кроме того, Филипп V принял идеи французских меркантилистов и стал применять их по всей централизованной монархии, постепенно внедряя и в американских колониях. Главным направлением политики здесь стало лишение власти местной креольской аристократии и ослабление влияния ордена иезуитов: последние были изгнаны из испанских колоний в Америке в 1767 году. В дополнение к уже существующим консульствам в Мехико и Лиме было основано ещё одно в Веракрусе.
С 1717 по 1718 годы Совет Индий и Каса-де-Контратасьон были переведены из Севильи в Кадис, который стал единственным портом, обслуживающим торговлю с американскими колониями.
В результате реформы органов исполнительной власти были созданы государственные секретариаты, предшественники министерств. Были проведены реформы таможни, акцизной и налоговой системы, был создан кадастр (хотя и повести до конца налоговую систему так и не удалось), была проведена реформа армии, в которой полки сменили терции; однако наибольшим достижением стало объединение разрозненных флотов и верфей в единую Армаду. Эти реформы стали возможны благодаря Хосе Патиньо, Хосе дель Кампильо и Зенону де Сомодевилья и ряду лучших специалистов военно-морского дела своего времени, что стало успешным примером меритократии.
Эти реформы были следствием новой экспансионистской политики, посредством которой король стремился восстановить утраченные позиции Испании. Так, в 1717 году испанский флот ненадолго возвратил Сардинию и Сицилию, которые Испания вновь должна была уступить под натиском альянса Австрии, Франции, Великобритании и Нидерландов, и потеряв флот в сражении у мыса Пассаро. Тем не менее, испанские дипломаты заключили семейный пакт с французскими родственниками короля, благодаря чему корона Королевства Обеих Сицилий досталась второму сыну испанского короля. Позднее новая династия станет известна как Неаполитанские Бурбоны.

### Колониальные войны в XVIII веке

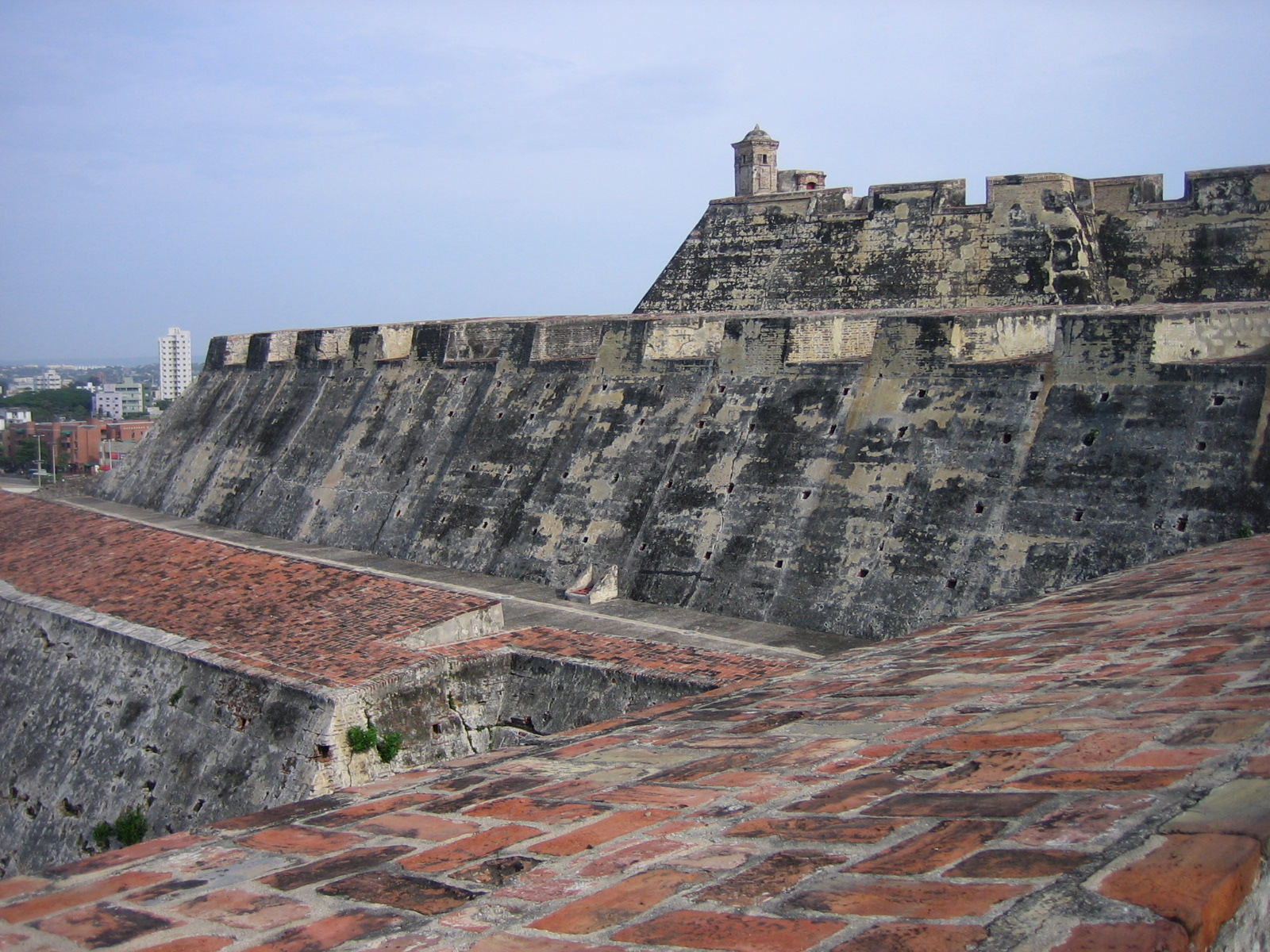
Крепость Сан-Фелипе-де-Барахас в Картахене. В 1741 году большой британский флот под командованием адмирала Вернона потерпел поражение от испанских солдат под командованием Бласа де Лесо, защищавших город.

Одной из важнейших испанских побед за весь колониальный период в Америке и наиболее важной победой XVIII века стала осада Картахены в 1741 году (во время войны за ухо Дженкинса), во время которой огромный английский флот из 186 кораблей с 23.600 солдатами и матросами на борту напал на испанский порт Картахена-де-Индиас (в современной Колумбии). Это сражение стало крупнейшим в истории Королевского флота Великобритании и на сегодняшний день является вторым по масштабу после Нормандской операции. После двух месяцев интенсивного артиллерийского огня английских кораблей и батарей, защищавших гавань Картахены и крепость Сан-Фелипе-де-Барахас, нападавшие отступили, потеряв 50 кораблей и 18.000 человек. Успешная стратегия испанского адмирала Бласа де Лесо сыграла решающее значение в отражении британской осады, а одержанная победа позволила продлить испанское превосходство на море до начала XIX века. После этого поражения английская цензура запретила распространение информации об этом событии, и лишь несколько британских книг содержат ссылки на это важное морское сражение. Даже сегодня о нём известно гораздо меньше, чем о Трафальгарском сражении или о Великой Армаде.
Испания также вела борьбу с Португалией за Колонии-дель-Сакраменто на территории современного Уругвая, которая была перевалочной базой для британской контрабанды на Рио-де-ла Плата. В 1750 году Португалия уступила этот город Испании в обмен на семь из тридцати иезуитских колоний гуарани на границе с Бразилией, что впоследствии привело к войне гуарани. Испанцы изгнали иезуитов, что повлекло за собой конфликт с гуарани, который длился одиннадцать лет.

Флаг Испании с 1785 года.

Оживлённая морская торговля Бурбонов с Америкой была прервана британским флотом во время Семилетней войны (1756—1763), во время которой Испания и Франция вели военные действия в колониях с Португалией и Великобританией. Испанские успехи на севере Португалии были омрачены взятием Гаваны и Манилы англичанами. Война завершилась подписанием Парижского мирного договора, по условиям которого Испания вернула Гавану и Манилу, но уступила Сакраменто. Кроме того, Франция уступила Испании Луизиану к западу от Миссисипи, включая её столицу, Новый Орлеан, а Испания уступила Флориду Великобритании.
Так или иначе, XVIII век был периодом процветания испанских колоний благодаря росту торговли, особенно во второй половине века с реформами Бурбонов. Рейсы одиночных судов через определённые интервалы пришли на смену прежнему порядку отправки целого флота в Индии, а в 1760-е годы осуществлялись регулярные рейсы между Кадисом, Гаваной и Пуэрто-Рико, и даже к устью Ла-Платы, где в 1776 году было создано вице-королевство. Для борьбы с контрабандой, наносившей огромный ущерб империи во времена Габсбургов, был введён морской регистр.
В 1777 году новая война с Португалией завершилась Договором в Сан-Ильдефонсо, по которому Испания вернула Сакраменто и получила острова Аннобон и Фернандо-По у берегов Гвинеи в обмен на ряд завоёванных территорий в Бразилии.
Впоследствии произошли два крупных события в испанской Америке, которые продемонстрировали устойчивость новой системы колониального управления: восстание Тупака Амару II в Перу в 1780 году и революция в Венесуэле. Оба этих события стали, между прочим, реакцией на всё большую централизацию администрации Бурбонов.
В 1780-е годы объём морской торговли империи продолжал расти, а флот стал крупнее и стал приносить больший доход. Окончание монополии Кадиса в американской торговле было связано с ростом производства в Испании. Наибольшее значение имел быстрый рост производства текстильной продукции в Каталонии, где стали активно внедряться механические прядильные машины, что сделало её крупнейшим центром текстильной промышленности в Средиземноморье. Это способствовало появлению немногочисленного, но политически активного класса буржуазии в Барселоне. Производительность сельского хозяйства по-прежнему оставалась на низком уровне несмотря на появление новой техники в крестьянских хозяйствах и усилению эксплуатации безземельных крестьян.
Восстановление экономики страны после войн снова было прервано началом Войны за независимость США (1779—1783), в которой Испания поддержала Соединённые Штаты в борьбе с Великобританией. По условиям Парижского мира (1783) Испания вернула Флориду и Менорку себе, кроме того, британцы покинули Кампече и Берег Москитов на побережье Карибского моря. Тем не менее, Испании не удалось вернуть Гибралтар, а также пришлось признать британский суверенитет над Багамскими островами, где проживало много сторонников короля из утраченных колоний, и архипелагом Сан-Андрес-и-Провиденсия, управление которым Испания уже не могла осуществлять.
Тем временем между Испанией и Великобританией произошёл Нуткинский кризис, завершившийся в начале 1790-х годов подписанием серии конвенций, которыми были определены границы испанских и британских владений на тихоокеанском побережье. В этот же период Алессандро Маласпина на службе испанской короне предпринимал попытку найти Северо-Западный проход (экспедиция Маласпины).

### Испания в 1800 году

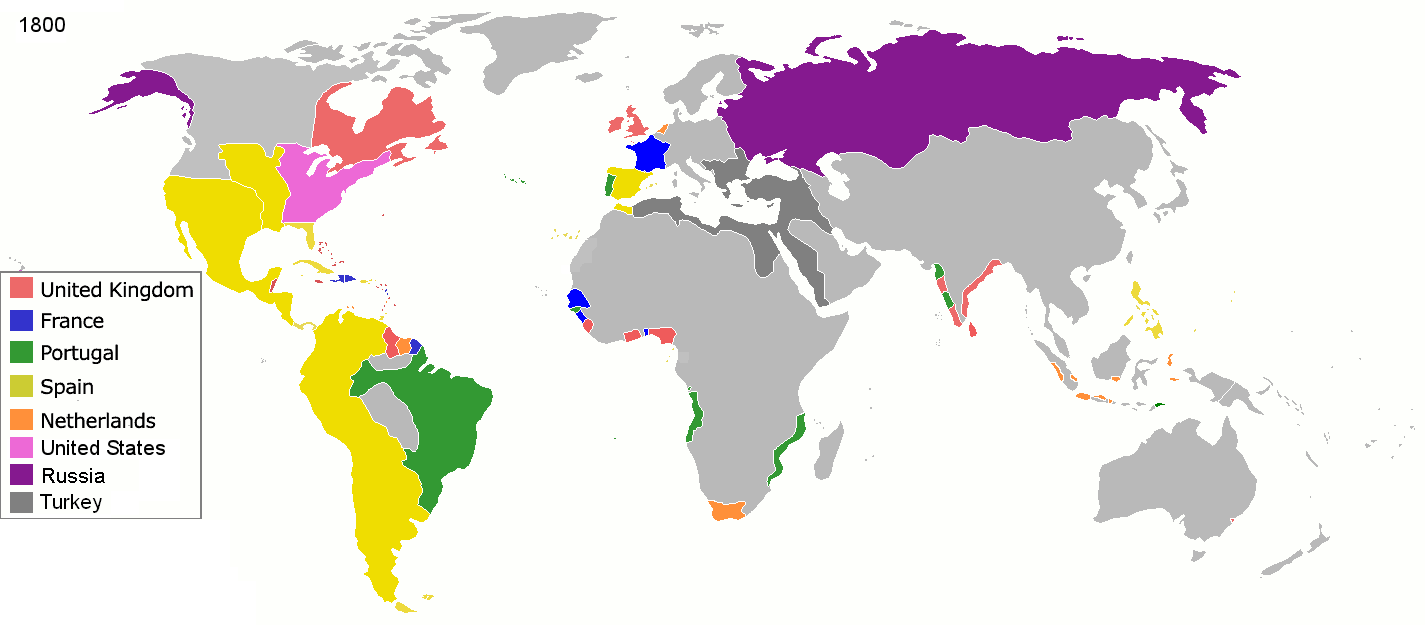
Территории Испании и других колониальных держав в 1800 году.

Экономические и институциональные реформы принесли свои плоды, а в военном отношении большое значение имела победа в войне за ухо Дженкинса, когда Великобритания не смогла захватить стратегически важный город Картахену.
В результате в XVIII веке Испании удалось сохранить свои колониальные владения, однако статус сверхдержавы был уже утрачен. Огромная колониальная империя по-прежнему играла большое значение в мире, и, несмотря на то, что на европейской арене выросло политическое влияние Франции, Великобритании и Австрии, ей всё же принадлежал самый большой флот в мире, а испанская валюта была самой сильной.
Несмотря на то, что Испанская империя не смогла вернуть себе прежнюю силу и славу, всё же ей удалось достичь многого со времени войны за Испанское наследство. При новой династии Испания гораздо меньше ресурсов тратила на ведение войн, что позволило начать долгий процесс восстановления экономики и политических и административных реформ. Демографический спад XVII века был преодолён, тем не менее правительство вело активную политику по привлечению иммигрантов из других европейских стран, главным образом немцев и швейцарцев. Однако в начале века в Европе произошли два события, которые полностью изменили дальнейший ход испанской истории: французские революционные войны и Наполеоновские войны.

## Закат глобальной империи (1808—1898)

### Великая французская революцияиНаполеоновские войны
После начала Великой французской революции в 1789 году Испания присоединилась к альянсу стран, вступивших в борьбу с революционным правительством. Армия под командованием генерала Рикардоса вошла в Руссильон, однако через несколько лет, в 1794 году, французские войска изгнали испанцев и вторглись на территорию Испании. Получивший должность первого министра Мануэль Годой вёл политику поддержания мира с Францией: по Базельскому договору 1795 года он смог его достигнуть путём уступки французам половину острова Эспаньола (в настоящее время Гаити).

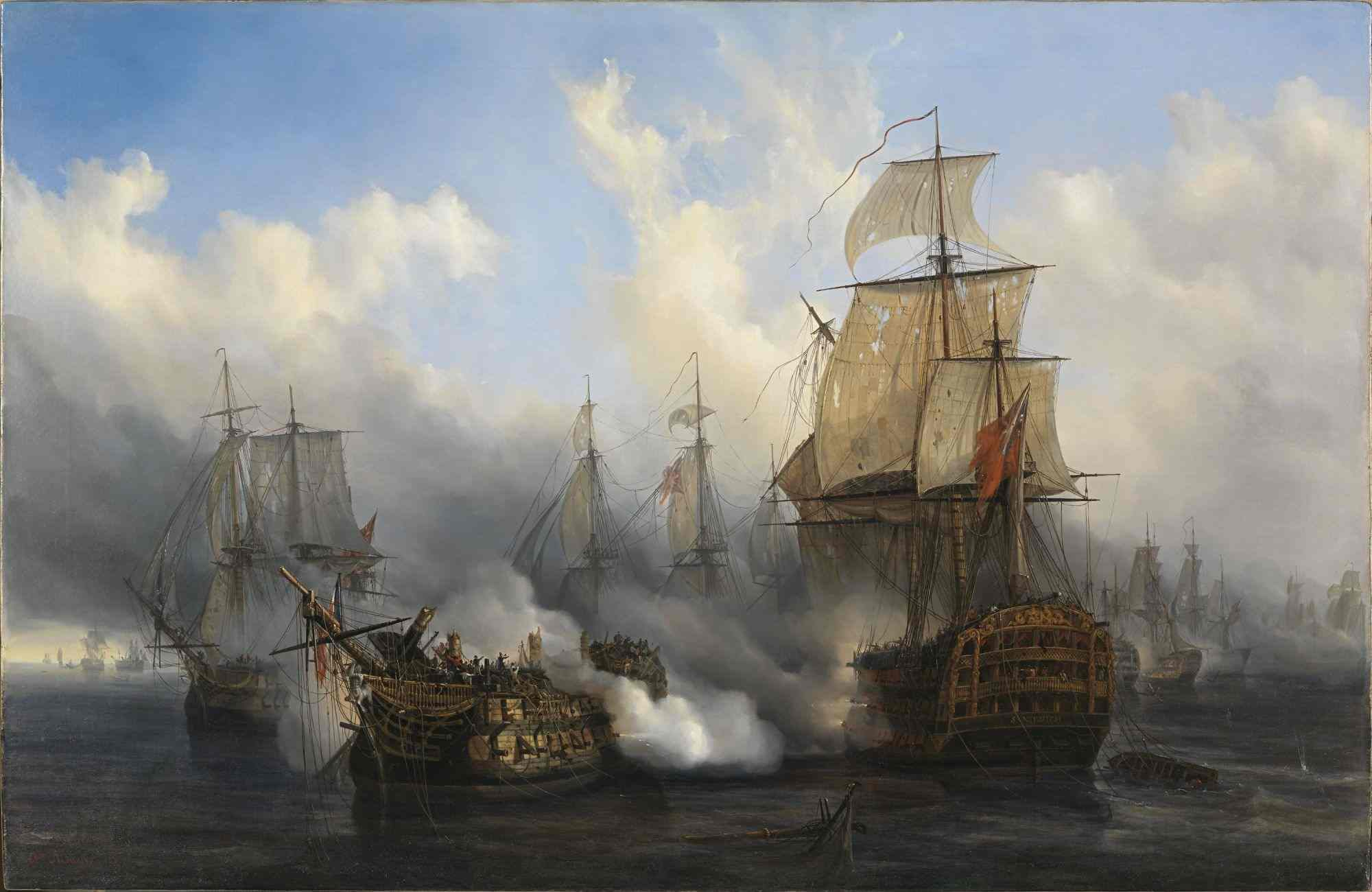
Французский линейный корабль Bucentaure и HMS Sandwich в Трафальгарском сражении (1805 год). На этой картине Огюста Майера конкретный британский корабль был изображён по ошибке художника, в действительности Sandwich не принимал участия в этом сражении.

По условиям договора в Сан-Ильдефонсо 1796 года Испания вступала в союз с наполеоновской Францией против Великобритании, что означало объединение армий и флотов двух стран. Сражение при Сент-Винсенте положило начало победам британского флота, который, тем не менее, не смог воспользоваться преимуществом. В сражениях при Кадисе и при Санта-Крус-де-Тенерифе британский флот всё же дважды потерпел поражение. Наиболее существенными поражениями Испании стали потеря Тринидада (1797) и Менорки. В 1802 году был подписан Амьенский мир, по которому Испания вернула Менорку.
Вскоре военные действия возобновились, и Наполеон стал планировать вторжение через Ла-Манш. Однако после катастрофы франко-испанского флота при Трафальгаре (1805) вторжение в Великобританию стало невозможно, а способность Испании защищать и сохранять свою империю была подорвана. После поражения при Трафальгаре Испания осталась без флота и не могла ни противостоять Великобритании, ни обеспечить транспортное сообщение с заморскими колониями.
В то время как на континенте Наполеон Бонапарт наносил поражения второй коалиции, Испания
провела короткую победоносную войну против Португалии (Апельсиновая война), в результате которой аннексировала Оливенсу. В 1800 году Франция вернула Луизиану. Когда Наполеон объявил континентальную блокаду, Испания поддержала Францию во время оккупации последней Португалии, которая отказалась присоединиться к блокаде. Таким образом французские войска вошли в страну, расквартировавшись в гарнизонах крупных городов.
В 1808 году Наполеон воспользовался разногласиями между королём Испании Карлом IV и его сыном, будущим королём Фердинандом VII, заставив их отречься от престола и посадив на испанский трон своего брата Жозефа.
2 мая 1808 года в Мадриде произошло восстание. Несмотря на то, что восстание было быстро подавлено французскими войсками, оно послужило началом Испано-французской войны. Испанские повстанцы под командованием генерала Кастаньоса смогли нанести поражение французским войскам при Байлене (это было первым поражением Наполеона), однако воспользоваться плодами своей победы так и не смогли. Французы предприняли контрнаступление и восстановили власть Жозефа I. Боевые действия продолжались, испанцы перешли к тактике «партизанской войны». В дальнейшем с помощью Великобритании испанцы изгнали французов с полуострова, и после сражения при Ватерлоо Фердинанд VII вернул свой трон. В это время в испанских колониях началось движение за независимость.

### Война за независимость испанских колоний в Америке

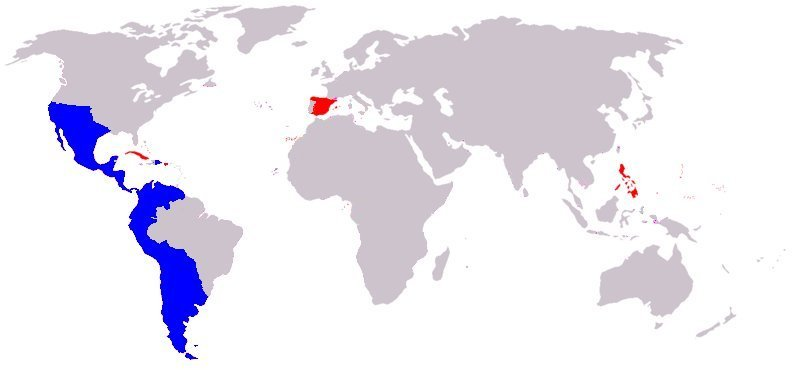
Положение в Испанской империи по состоянию на 1824 год. Синим обозначены территории, получившие независимость в ходе Войны за независимость испанских колоний в Америке (1809—1824)

Война за независимость испанских колоний в Америке
Роялисты
Независимое правительство
Независимое правительство
Испания во время французской оккупации
Испания в период либеральной революции

В течение всей колониальной эпохи непрекращающиеся восстания способствовали созданию проектов по предоставлению независимости американским колониям в самой Испании, однако движение за независимость испаноамериканских колоний набрало силу к моменту споров относительно испанского трона между Карлом IV и его сыном, будущим королём Фердинандом VII, которым воспользовался Наполеон Бонапарт, организовавший так называемое для «отречение в Байоне» в 1808 году, после чего на испанский трон был посажен брат Наполеона Жозеф. Французская интервенция привела к народному восстанию, получившему название Войны за независимость Испании (1808—1814). Таким образом, вопрос о том, кому принадлежит реальная власть в Испании, не имел однозначного толкования.
При полной политической неопределённости в Испании в колониях испанской Америки, которыми часто управляли креолы, началась серия восстаний, и местная аристократия, статус которой в прошедшие реформы Бурбонов был значительно понижен, а полномочия сокращены, стали представлять существенную угрозу. 5 августа 1808 года в Мехико состоялось первое собрание революционной хунты, а за ним последовали восстания по всему континенту, во главе которых как правило становились хунты из местной аристократии.
Испанские власти в Америке, а затем и Фердинанд VII после своего восстановления на трону в 1814 году, не признавали легитимность создаваемых хунт. Вице-король Фернандо де Абаскаль и дон Пабло Морильо, возглавивший военную экспедицию, стали главными защитниками интересов испанской монархии на континенте.
Народные движения в испанских колониях привели к открытому противостоянию с испанской короной, которое вылилось в войну континентального масштаба, целью которой стало установление независимости колоний и приходу к власти в них, как правило, республиканских правительств. Наиболее выдающимися деятелями периода войны за независимость испанских колоний в Америке стали Симон Боливар и Хосе де Сан-Мартин, которые встали во главе повстанческой армии и окончательно разбили верные испанской монархии войска в битве при Аякучо в 1824 году.
Начиная с 1810-х годов в Испанской Америке идут сложные политические процессы, в результате которых испанские колонии становятся независимыми государствами. Набиравшие силу США приобрели оставшиеся колониальные владения Испании (Флориду в 1821 году, приобрела права на испанские владения в Орегоне), аннексировали Техас и захватили в ходе американо-мексиканской войны 1846—1848 годов огромную территорию к северу от новосозданного мексиканского государства: Нью-Мексико, Юту, Калифорнию и Неваду).

### Окончательный упадок и испано-американская война
За войной за независимость испанских колоний в Америке последовали период абсолютной монархии (зловещее десятилетие), династические конфликты, мятеж абсолютистов, военный переворот либералов и борьба между фракциями либералов, во время которых политическая стабильность в той степени, которая была необходима для ведения уверенной внешней политики, в стране бывала недолго. К наиболее выдающимся государственным деятелям этого периода следует отнести Леопольдо О’Доннелла (1856—1863), который в ходе гражданских войн и мятежей внёс большой вклад в сплочение испанского общества и проявил себя на международной арене: во главе с ним Испания выиграла войну с Марокко, одержав победы при Тетуане и Вад-Расе, в результате чего была расширена территория Сеуты и отвоёвана Санта-Крус-де-ла-Мар-Пекенья на атлантическом побережье; пытался мирным путём урегулировать вопрос с Филиппинами, вместе с Императором Мексики отвоевал ранее потерянную часть испанских колоний в Мексике, в союзе с французами предпринял экспедицию в Кохинхину, где были убиты несколько миссионеров. Кроме того, Педро Сантана, глава правящей фракции в Доминиканской Республике, вернул колониальный статус своей стране, и только перипетии внутренней политики на острове и поддержка гаитян привели к тому, что эта колония снова была потеряна в 1865 году.
Экономический кризис, возникший вследствие роста цен на хлопок из-за Гражданской войны в США, неурожаев и плохих результатов модернизации сельского хозяйства (дезамортизация) и инфраструктуры (железнодорожный транспорт), привёл к окончанию режима О’Доннелла. Участились войны и политические столкновения между прогрессистами, либералами и консерваторами, которые способствовали понижению статуса страны на международной арене. Возрастающая нестабильность и перманентный экономический кризис привели к революции 1868 года, за которой последовало в 1873 году провозглашение Первой Испанской Республики. Реставрацией монархии в 1875 году начался новый, более благоприятный, период истории страны, когда Альфонсо XII и его министры добились определённых успехов в восстановлении стабильности в испанской политике и престижа государства, в частности за счёт трезвой оценки действительного состояния дел и разумного управления.
Несмотря на все эти внутренние неурядицы Испания сохраняла контроль над остатками своей колониальной империи вплоть до 1870-х годов, когда значительно усилилось антиколониальное движение и в нескольких колониях вспыхнули восстания. Один из этих конфликтов впоследствии стал международным и перерос в Испано-американскую войну в 1898 году, в которой слабая Испания столкнулась с гораздо более сильным противником в лице Соединённых Штатов, которые проводили политику экспансии и стремились получить доступ на новые рынки.

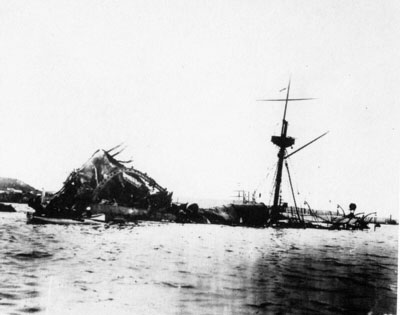
Остов «Мэна» после взрыва

Поводом к этой войне стал взрыв броненосного крейсера «Мэн», вина за который была возложена на Испанию (после агрессивной кампании в средствах массовой информации Уильямом Хёрстом). Позднейшие исследования не смогли дать однозначного ответа, был ли взрыв несчастным случаем или диверсией, либо провокацией со стороны американцев, которые устроили пожар на «Мэне» с целью его уничтожения, чтобы дать повод к развязыванию войны и объявить Соединённые Штаты защитником кубинского народа от испанской тирании. Эта война закончилась унизительным поражением испанцев и провозглашением независимости Кубы. Филиппины также стали независимыми от Испании при поддержке США. Испания была вынуждена искать перемирия, и в результате был подписан Парижский мирный договор, по которому Испания уступала Кубу США, а также передавала США ряд колоний: Филиппины, Пуэрто-Рико и Гуам.

## Последние территории, Африка (1885—1975)

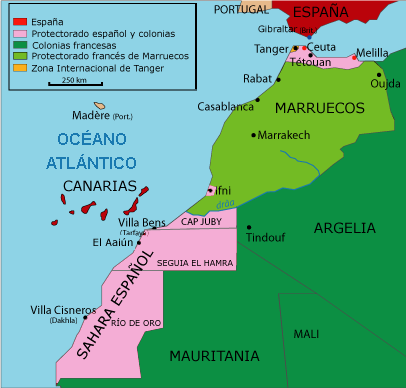
Владения Испании в Северной Африке

В 1778 году по договору в Эль-Пардо Испания уступила территории в Южной Америке в обмен на острова Аннобон и Биоко и большой участок африканского побережья между реками Нигер и Огове и таким образом сохранила присутствие в Гвинейском заливе. В XIX веке ряд исследователей, в том числе Мануэль Ирадер изучали эти территории и проникли вглубь материка.
Тем временем в Средиземноморье продолжались военные действия, в ходе которых Испания теряла территории на севере Африки. Тем не менее, в 1848 году испанцы захватили острова Чафаринас.
Поражения в Испанской Америке стимулировали испанскую экспансию в Африке, особенно этот процесс активизировался после поражения от США в 1898 году.
В 1860 году, после войны с Марокко, Испания получила Сиди Ифни по договору в Вад-Расе. В последние десятилетия в результате франко-испанского сотрудничества территория под испанским протекторатом расширилась на юг от города, и в конечном счёте испанский суверенитет над Сиди Ифни и Западной Сахарой был признан на Берлинской конференции в 1884 году.
Испания также утвердила протекторат над побережьем от мыса Бохадор до Кабо-Бланко. Рио-Муни стал испанским протекторатом в 1885 году и колонией в 1900 году. Территориальные претензии относительно Гвинеи были урегулированы Парижским договором (1898).
В 1911 году Марокко было разделено между Францией и Испанией. Испанцы встретили серьёзное сопротивление марокканцев, на протяжении более 15 лет ведших войну против захватчиков и создавших своё новое государство — Рифскую республику. Катастрофа при Анвале (1921) стала серьёзным военным поражением испанских войск, но спустя несколько лет, 8 сентября 1925 года, испанская армия высадилась в бухте Алусемас и совместно с французской армией, атаковавшей с юга, в последовавшем наступлении нанесла окончательное поражение Рифской республике, заняв её территорию к концу года.
С 1926 по 1959 годы Биоко и Рио-Муни носили название Испанская Гвинея.
Испания потеряла интерес к развитию инфраструктуры африканских колоний в начале XX века. Тем не менее, Испания эксплуатировала обширные плантации какао, для работы на которых были ввезены тысячи нигерийцев. Также при испанском владычестве Экваториальная Гвинея достигла одного из самых высоких уровней грамотности и уровня медицинского обслуживания населения на континенте.
В 1956 году, когда французский протекторат Марокко обрёл независимость, Испания передала свои территории в Северной Африке новому независимому государству Марокко, сохранив, однако, контроль над Сиди-Ифни, областью Тарфая и Западной Сахарой. Марокканский король Мухаммед V, который был заинтересован в расширении территории государства за счёт испанских владений, вторгся в Испанскую Сахару в 1958 году во главе марокканской армии. Эта война стала известна как Война Ифни или Забытая война. В том же году Испания уступила Мухаммеду V сектор Тарфая и аннексировала Сегиет-эль-Хамру (на севере) и Рио-де-Оро (на юге) на территории Испанской Сахары.

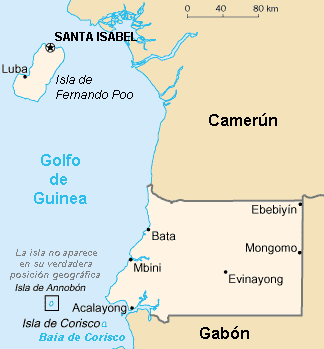
Испанская Гвинея

В 1959 году, испанские территории на побережье Гвинейского залива получили статус заморской провинции Испании. Под названием Экваториальная Испания эти территории находились под управлением генерал-губернатора. Первые местные выборы были проведены в 1959 году, на них был избран первый парламент в Испанской Гвинее. Согласно Основному закону в декабре 1963 года, две провинции были объединены под названием Экваториальная Гвинея и получили ограниченную автономию, по всей территории были созданы органы самоуправления (в том числе законодательные) и администрации каждой провинции. Несмотря на то, что Генеральный комиссар, обладавший широкими полномочиями, назначался испанскими властями, Генеральная Ассамблея Экваториальной Гвинеи получила значительные возможности для разработки законодательных актов.
В марте 1968 года под давлением местных националистов и ООН Испания объявила, что готова предоставить независимость Экваториальной Гвинее. Обретя независимость в 1968 году, Экваториальная Гвинея стала страной с одним из самых высоких доходов на душу населения в Африке. В 1969 году под международным давлением Испания передала Сиди-Ифни Марокко. Испанское господство в Западной Сахаре сохранялось до 1975 года, когда Зелёный марш заставил испанцев покинуть её. Будущее бывшей испанской провинции остаётся неопределённым.

### Территориальные претензии после 1975 года
Марокко имеет территориальные претензии на Сеуту, Мелилью и другие Суверенные территории Испании в рамках идей создания так называемого Великого Марокко. 11 июля 2002 года остров Перехиль был оккупирован марокканскими полицией и военными, которые впоследствии были вытеснены испанской армией в рамках Операции Ромео Сьерра.

## Список колоний
В настоящем списке представлены все территории мира, когда-либо находившиеся в колониальной зависимости от Испании.

### В Северной и Южной Америке

Флаг Новой Испании

#### Вице-королевства
- Новая Гранада
- Новая Испания
- Вице-королевство Перу
- Рио-де-ла-Плата

#### Генерал-капитанства

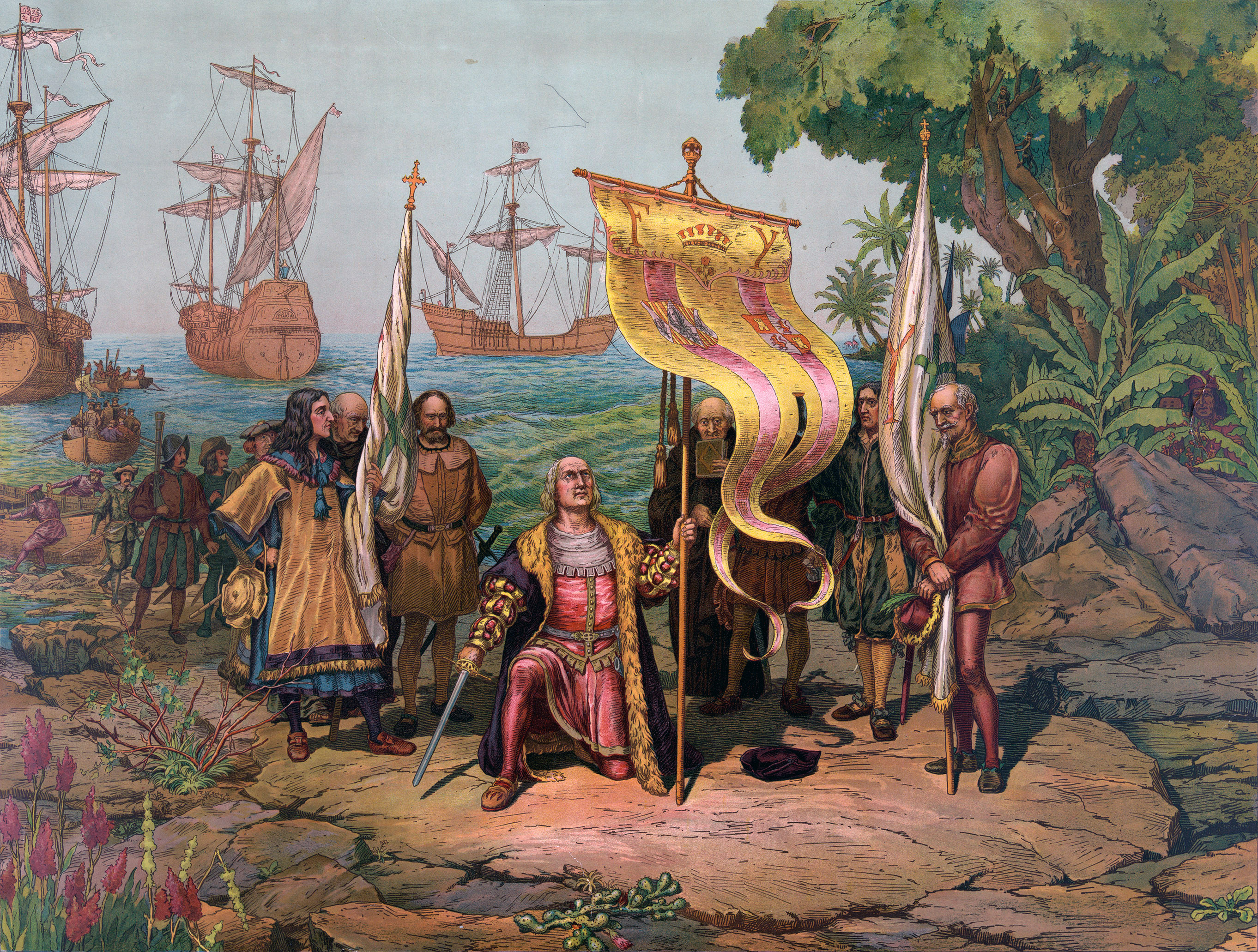
Христофор Колумб утверждает владения Испании.

- Гватемала
- Санто-Доминго
- Флорида
- Внутренние провинции
- Чили
- Венесуэла
- Юкатан
- Куба (до 1898)
- Пуэрто-Рико (до 1898)

### В Азии

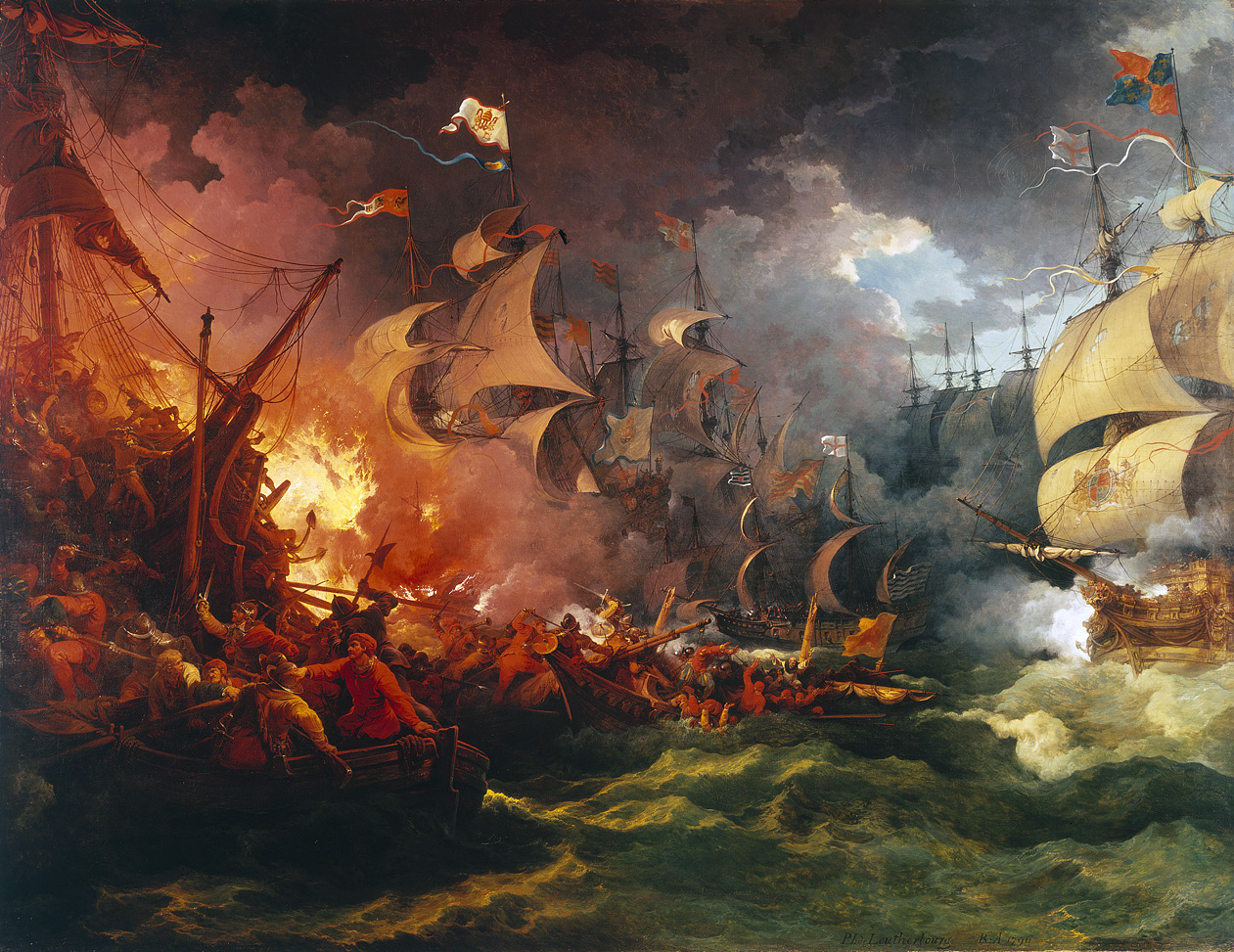
Разгром Непобедимой армады

- Филиппины (до 1898 Генерал-капитанство Филиппины)

### В Океании
- Испанская Ост-Индия
- Гуам (до 1898)

### В Африке
- Канарские острова
- Испанская Сахара (сейчас Западная Сахара)
  - Рио-де-Оро
  - Сегиет-эль-Хамра
- Испанское Марокко
  - Испанская Северная Африка (Сеута, Мелилья и др. — см.)
  - Испанское Южное Марокко (сектор Тарфая)
  - Ифни
- Испанская Гвинея
  - Рио-Муни (ныне континентальная часть Экваториальной Гвинеи)
  - Фернандо-По (сейчас Биоко, островная часть Экваториальной Гвинеи)

## Территории, принадлежавшие Испании в Европе
- На территории нынешней Италии (Испанская Италия):
  - Неаполитанское королевство
  - Сардиния
  - Сицилия
  - Ломбардия
  - Парма
  - Область Президий
- На территории нынешней Франции:
  - Франш-Конте
  - Руссильон
- Нидерланды (включая Южные Нидерланды, ныне Бельгию)
- Люксембург
- Португалия, включая Португальскую колониальную империю.

### ВладенияАрагона

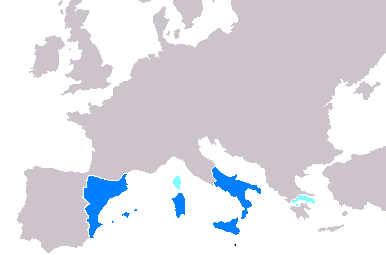
Владения Арагона

- Герцогство Афинское (ныне Греция)
- Дураццо (Дуррес, ныне Албания)
- Мальта
- Балеарские острова
- На территории нынешней Италии:
  - Сардиния
  - Сицилия
  - Неаполитанское королевство
- На территории нынешней Франции:
  - Руссильон
  - Монпелье
  - Прованс
  - Корсика